# Liste der Biografien/Wat
Liste der Biografien |
Portal Biografien |
Personensuche
# |
A |
B |
C |
D |
E |
F |
G |
H |
I |
J |
K |
L |
M |
N |
O |
P |
Q |
R |
S |
T |
U |
V |
W |
X |
Y |
Z |
?
 
Wa |
Wc |
Wd |
We |
Wh |
Wi |
Wj |
Wl |
Wn |
Wo |
Wr |
Ws |
Wt |
Wu |
Ww |
Wy |
Wz
 
Waa |
Wab |
Wac |
Wad |
Wae |
Waf |
Wag |
Wah |
Wai |
Waj |
Wak |
Wal |
Wam |
Wan |
Wao |
Wap |
Waq |
War |
Was |
Wat |
Wau |
Wav |
Waw |
Wax |
Way |
Waz
Die Liste der Biografien führt alle Personen auf, die in der deutschsprachigen Wikipedia einen Artikel haben. Dieses ist eine Teilliste mit 977 Einträgen von Personen, deren Namen mit den Buchstaben „Wat“ beginnt.

## Wat
- Wat, Aleksander (1900–1967), polnischer Schriftsteller und Mitbegründer des polnischen Futurismus

### Wata
- Watabe, Akito (* 1988), japanischer nordischer Kombinierer
- Watabe, Daisuke (* 1989), japanischer Fußballspieler
- Watabe, Yoshito (* 1991), japanischer Nordischer Kombinierer
- Watabe, Yurie (* 1989), japanische Freestyle-Skisportlerin
- Watada, Ehren (* 1978), US-amerikanischer Offizier
- Watada, Mitsutoshi (* 1976), japanischer Fußballspieler
- Wataghin, Gleb (1899–1986), ukrainisch-italienischer experimenteller Teilchenphysiker
- Watagin, Mark Germanowitsch (* 1933), russischer Dichter, Schriftsteller und Übersetzer
- Watagin, Wassili Alexejewitsch (1884–1969), russisch-sowjetischer Tiermaler, Bildhauer und Hochschullehrer
- Watahiki, Kō (* 1998), japanischer Fußballspieler
- Watahwaso, Princess (1882–1969), US-amerikanische Sängerin (Sopran)
- Watai, Masaki (* 1999), japanischer Fußballspieler
- Watai, Miyoko (* 1945), japanische Schachspielerin und -funktionärinMiyoko Watai (* 1945)

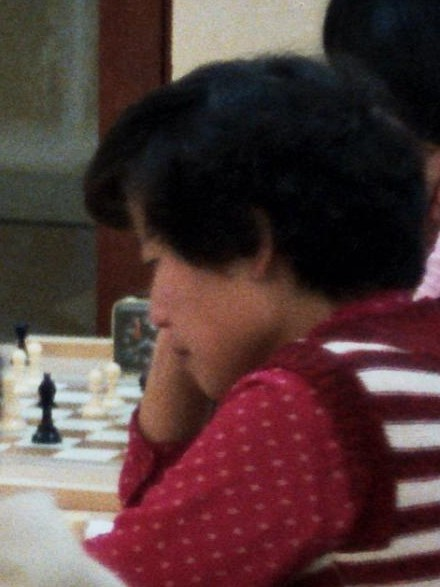
Miyoko Watai (* 1945)

- Watanabe Michio (1923–1995), japanischer Politiker
- Watanabe, Akane (* 1991), japanische Hammerwerferin
- Watanabe, Aoi (* 1999), japanische Shorttrackerin
- Watanabe, Arata (* 1995), japanischer Fußballspieler
- Watanabe, Atsuo (* 1974), japanischer Fußballspieler
- Watanabe, Chitetsu (1907–2020), japanischer Supercentenarian
- Watanabe, Daigō (* 1984), japanischer Fußballspieler
- Watanabe, Eisuke (* 1999), japanischer Fußballspieler
- Watanabe, Emi (* 1959), japanische Eiskunstläuferin
- Watanabe, Eren (* 2003), japanische Skirennläufer
- Watanabe, Eriko (* 1955), japanische Schauspielerin, Theaterleiterin und Dramatikerin
- Watanabe, Fumio (1929–2004), japanischer Schauspieler
- Watanabe, Gedde (* 1955), US-amerikanischer SchauspielerGedde Watanabe (* 1955)

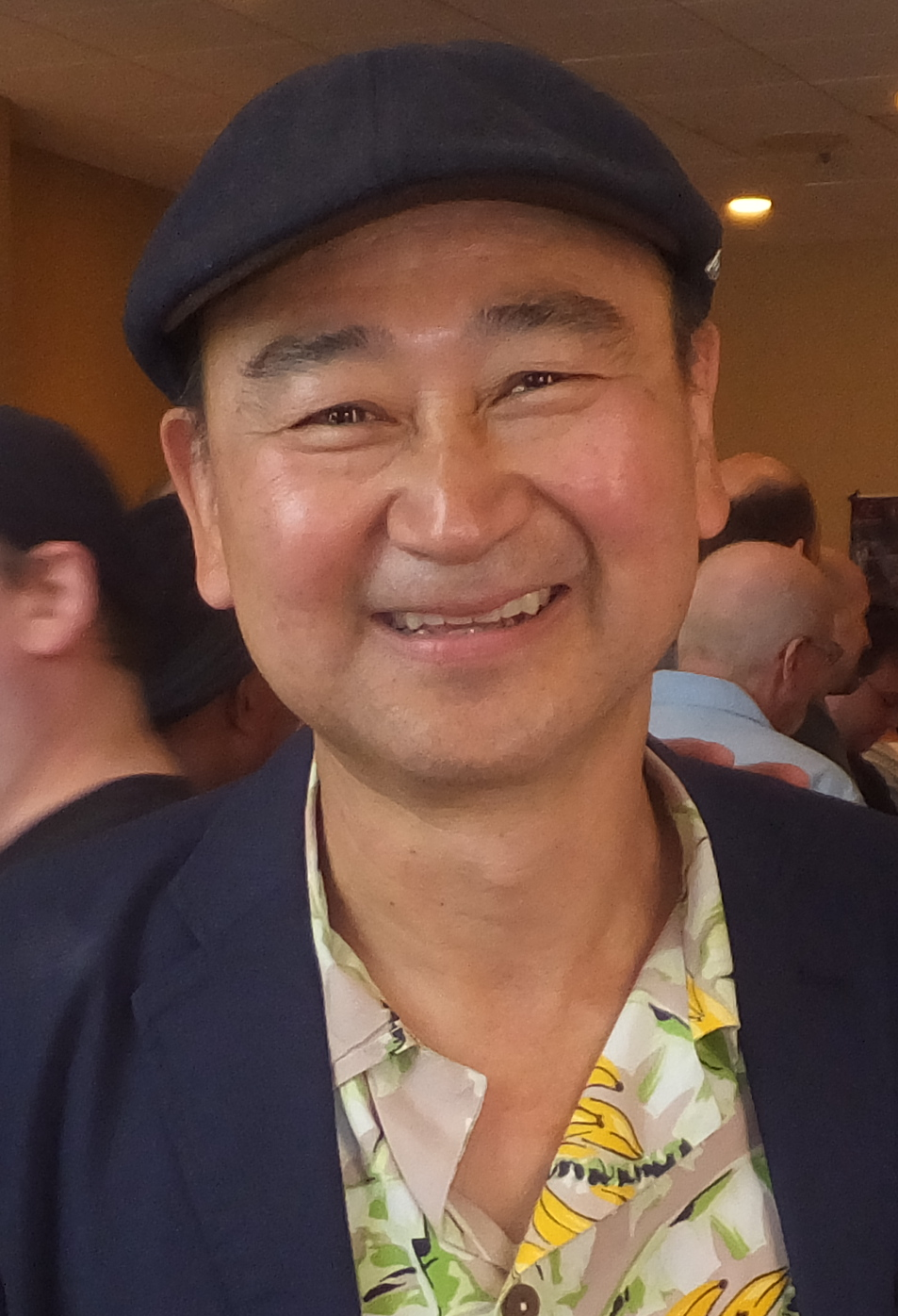
Gedde Watanabe (* 1955)

- Watanabe, Gentai (1749–1822), japanischer Maler
- Watanabe, Graham (* 1982), US-amerikanischer Snowboarder
- Watanabe, Hidemaro (1924–2011), japanischer Fußballspieler
- Watanabe, Hidetoyo (* 1971), japanischer Fußballspieler
- Watanabe, Hinata (* 1986), japanischer Kickboxer
- Watanabe, Hiroaki (* 1991), japanischer Skispringer
- Watanabe, Hirofumi (* 1968), japanischer Skilangläufer
- Watanabe, Hirofumi (* 1987), japanischer Fußballspieler
- Watanabe, Hiroshi (* 1967), japanischer Gewichtheber
- Watanabe, Hiroshi (* 1971), japanischer Trance-Musiker
- Watanabe, Ippei (* 1969), japanischer Fußballspieler
- Watanabe, Ippei (* 1997), japanischer Schwimmer
- Watanabe, Jirō (* 1955), japanischer Boxer im Superfliegengewicht
- Watanabe, José (1946–2007), peruanischer Lyriker und Drehbuchautor
- Watanabe, Jōtarō (1874–1936), japanischer General der Kaiserlich Japanischen Armee
- Watanabe, June (* 1939), US-amerikanische Tänzerin und Choreographin
- Watanabe, Jun’ichi (1933–2014), japanischer Schriftsteller
- Watanabe, Jun’ichi (* 1973), japanischer Fußballspieler
- Watanabe, Jun’ya (* 1961), japanischer Haute-Couture-Modedesigner
- Watanabe, Kanako (* 1996), japanische Schwimmerin
- Watanabe, Katsuaki (* 1942), japanischer Manager, Präsident der Toyota Motor Corporation
- Watanabe, Kazan (1793–1841), japanischer Maler
- Watanabe, Kazuhito (* 1986), japanischer Fußballspieler
- Watanabe, Kazuma (* 1986), japanischer Fußballspieler
- Watanabe, Kazumi (1935–2022), japanischer Leichtathlet
- Watanabe, Kazumi (1947–1996), japanischer Sportschütze
- Watanabe, Kazumi (* 1953), japanischer Fusiongitarrist
- Watanabe, Kazunari (* 1983), japanischer Bahnradsportler
- Watanabe, Kazurō (* 1955), japanischer Amateurastronom
- Watanabe, Kazuya (* 1987), japanischer Sprinter
- Watanabe, Kazuya (* 1988), japanischer Sprinter
- Watanabe, Keigo (* 2002), japanischer Fußballspieler
- Watanabe, Keiji (* 1985), japanischer Fußballspieler
- Watanabe, Keita (* 1992), japanischer Shorttracker
- Watanabe, Ken (* 1959), japanischer SchauspielerKen Watanabe (* 1959)

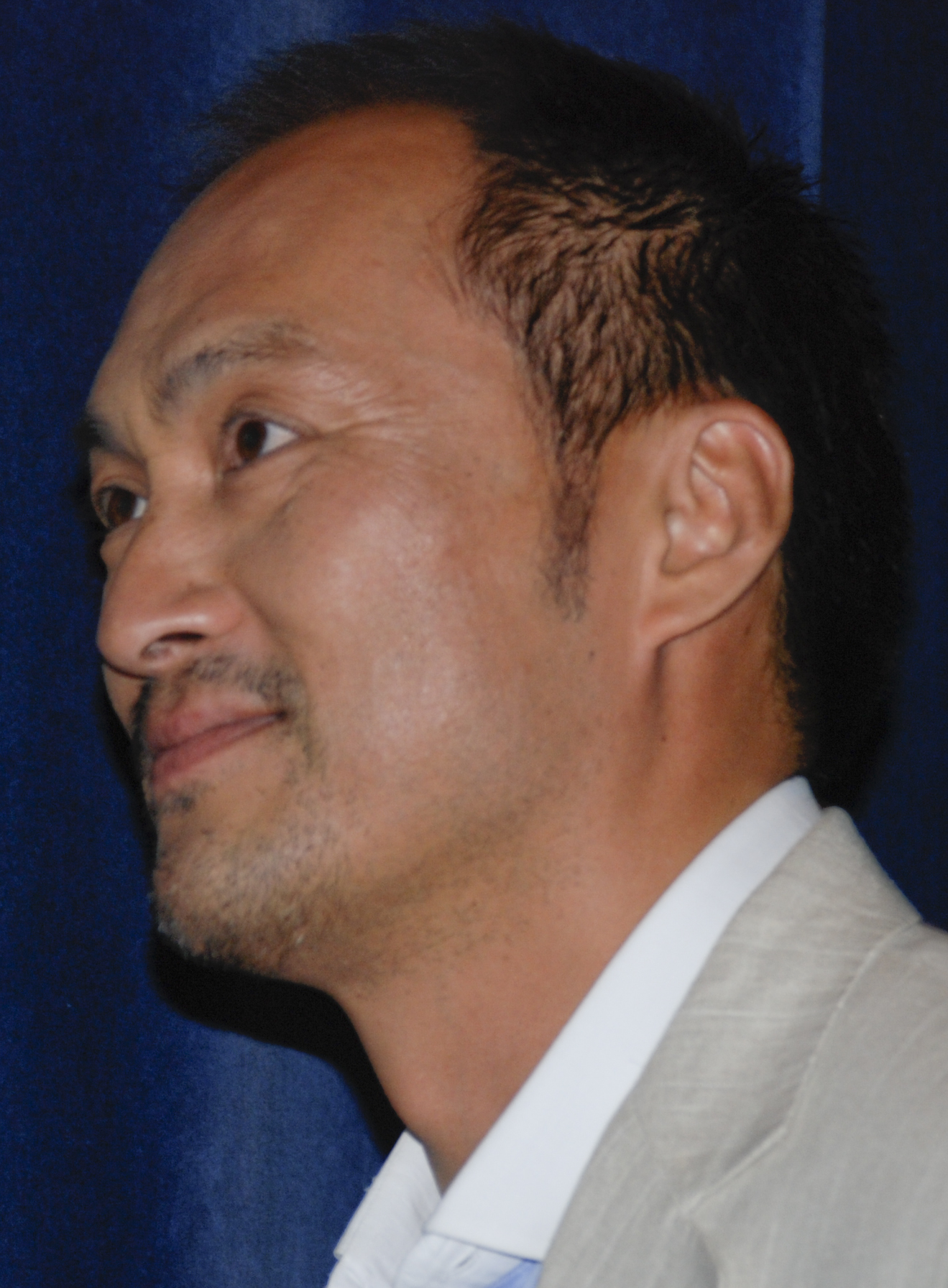
Ken Watanabe (* 1959)

- Watanabe, Kenji, japanischer Materialwissenschaftler und Festkörperphysiker
- Watanabe, Kennosuke (* 1980), japanischer Skilangläufer und Biathlet
- Watanabe, Kenta (* 1998), japanischer Fußballspieler
- Watanabe, Kiiko, japanische Tischtennisspielerin
- Watanabe, Kōdai (* 1986), japanischer Fußballspieler
- Watanabe, Kōichirō (* 1944), japanischer Politiker
- Watanabe, Kōta (* 1998), japanischer Fußballspieler
- Watanabe, Kumiko (* 1965), japanische Synchronsprecherin
- Watanabe, Makiko (* 1968), japanische Schauspielerin
- Watanabe, Makoto (* 1980), japanischer Fußballspieler
- Watanabe, Mamiko (* 1980), japanische Jazzmusikerin
- Watanabe, Manabu (* 1986), japanischer Fußballspieler
- Watanabe, Masaki (* 1986), japanischer Fußballspieler
- Watanabe, Masanosuke (1899–1928), japanischer Gewerkschafter und Politiker
- Watanabe, Masashi (1936–1995), japanischer Fußballspieler
- Watanabe, Masaya (* 2003), japanischer Fußballspieler
- Watanabe, Masayoshi (* 1954), japanischer Chemiker
- Watanabe, Mayumi (* 1983), japanische Sprinterin
- Watanabe, Mina (* 1985), japanische Judoka
- Watanabe, Misako (* 1932), japanische Schauspielerin
- Watanabe, Mitsuki (* 1987), japanischer Fußballspieler
- Watanabe, Mitsuo (* 1953), japanischer Fußballspieler
- Watanabe, Mitsuteru (* 1974), japanischer Fußballspieler
- Watanabe, Moriaki (1933–2021), japanischer Spezialist für Theater und französische Literatur
- Watanabe, Mutsuhiro (1918–2003), japanischer Militäroffizier in Japan, und KriegsverbrecherMutsuhiro Watanabe (1918–2003)

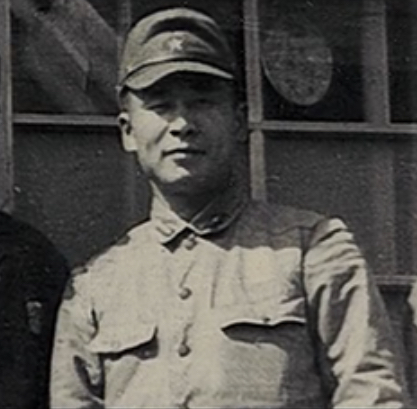
Mutsuhiro Watanabe (1918–2003)

- Watanabe, Nangaku (1767–1813), japanischer Maler
- Watanabe, Natsuhiko (* 1995), japanischer Fußballspieler
- Watanabe, Nobuyuki (1930–2019), japanischer Aikidō-Meister
- Watanabe, Osamu (1940–2022), japanischer Ringer
- Watanabe, Rearu (* 2003), japanischer Fußballspieler
- Watanabe, Rikako (* 1964), japanische Organistin und Komponistin
- Watanabe, Rikuta (* 1995), japanischer Skispringer
- Watanabe, Rinka (* 2002), japanische Eiskunstläuferin
- Watanabe, Ryō (Fußballspieler, September 1996) (* 1996), japanischer Fußballspieler
- Watanabe, Ryō (Fußballspieler, Oktober 1996) (* 1996), japanischer Fußballspieler
- Watanabe, Ryohei (* 2002), japanischer Fußballspieler
- Watanabe, Ryōma (* 1996), japanischer Fußballspieler
- Watanabe, Ryōta (* 1991), japanischer Fußballspieler
- Watanabe, Sadao (1913–1996), japanischer Grafiker
- Watanabe, Sadao (* 1933), japanischer JazzsaxophonistSadao Watanabe (* 1933)

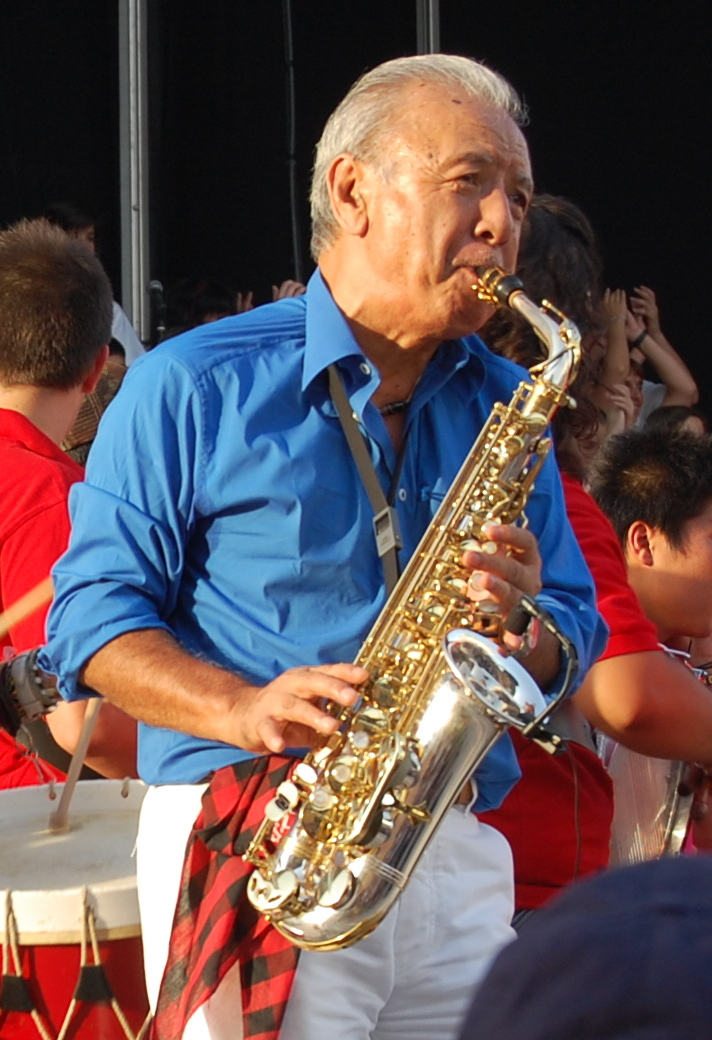
Sadao Watanabe (* 1933)

- Watanabe, Satomi (* 1999), japanische Squashspielerin
- Watanabe, Satoshi (1910–1993), japanischer Physiker
- Watanabe, Seiichi, japanischer Badmintonspieler
- Watanabe, Seita (* 2000), japanischer Tennisspieler
- Watanabe, Shikō (1683–1755), japanischer Maler
- Watanabe, Shimon (* 1990), japanischer Fußballspieler
- Watanabe, Shin’ichi (* 1964), japanischer Regisseur von Animes
- Watanabe, Shin’ichi (* 1976), japanischer Marathon- und Ultramarathonläufer
- Watanabe, Shin’ichirō (* 1965), japanischer RegisseurShin’ichirō Watanabe (* 1965)

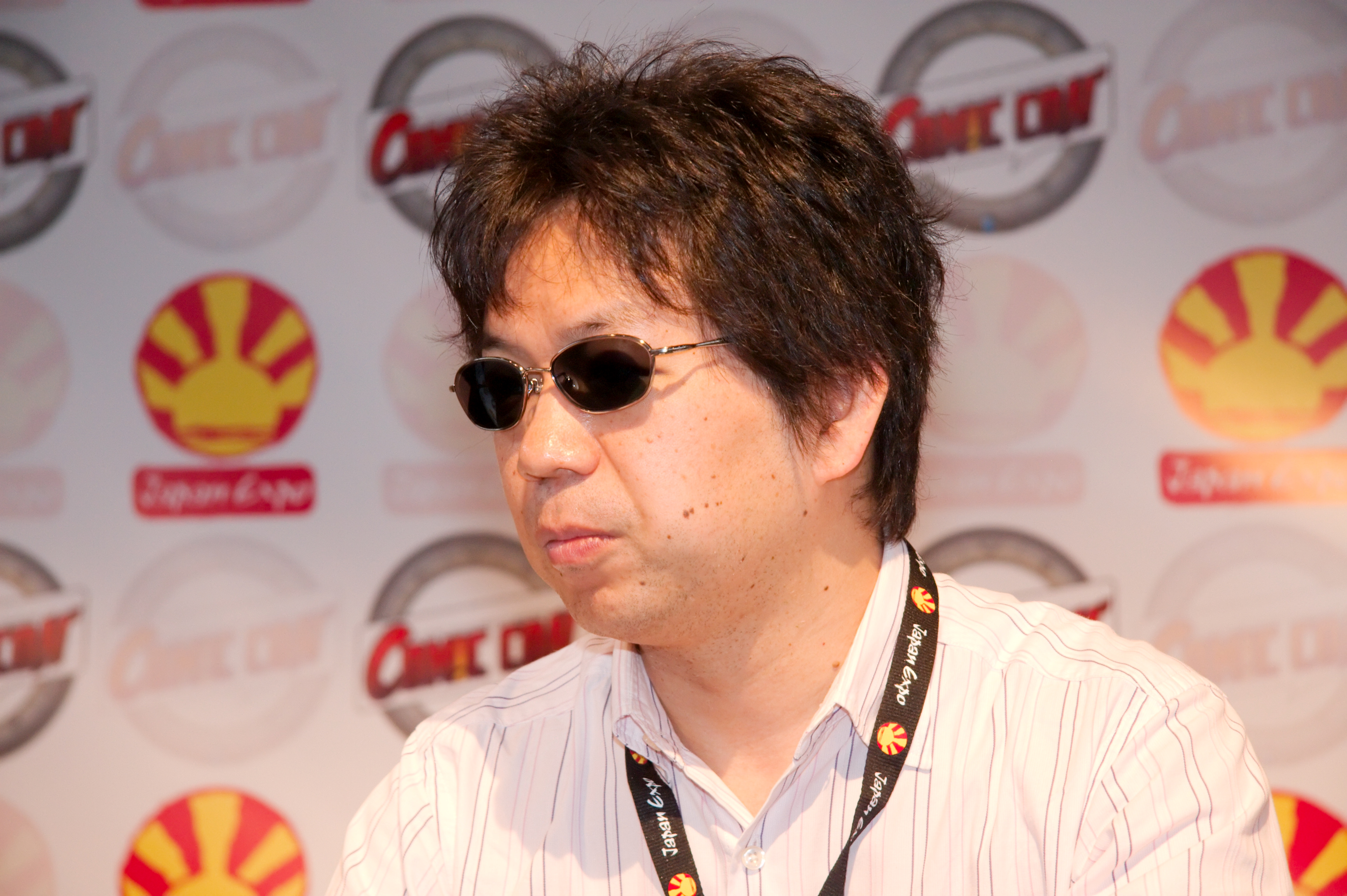
Shin’ichirō Watanabe (* 1965)

- Watanabe, Shinzō (* 1935), japanischer Mathematiker
- Watanabe, Shōzaburō (1885–1962), japanischer Verleger von Farbholzschnitten
- Watanabe, Shūto (* 1997), japanischer Fußballspieler
- Watanabe, Sumiko (1916–2010), japanische Sprinterin und Weitspringerin
- Watanabe, Susumu (* 1973), japanischer Fußballspieler
- Watanabe, Tadashi (* 1944), japanischer Computerarchitekt
- Watanabe, Taiki (* 1999), japanischer Fußballspieler
- Watanabe, Takamasa (* 1977), japanischer Fußballspieler
- Watanabe, Takashi (* 1957), japanischer Regisseur und Produzent
- Watanabe, Takehiro (* 1961), japanischer Tischtennisspieler und -trainer
- Watanabe, Takehiro (* 1993), japanischer Nordischer Kombinierer
- Watanabe, Takeshi (* 1952), japanischer Jazzmusiker
- Watanabe, Takeshi (* 1972), japanischer Fußballspieler
- Watanabe, Taku (* 1971), japanischer Fußballspieler
- Watanabe, Takumi (* 1982), japanischer Fußballspieler
- Watanabe, Takuya (* 1988), japanischer Fußballspieler
- Watanabe, Tamae (* 1938), japanische Bergsteigerin
- Watanabe, Tatsuo (1928–2001), japanischer Skispringer
- Watanabe, Tetsuzō (1885–1980), japanischer Wissenschaftler und Unternehmer
- Watanabe, Tsukasa (* 1999), japanischer Fußballspieler
- Watanabe, Tsuyoshi (* 1997), japanischer Fußballspieler
- Watanabe, Yanosuke, japanischer Fußballtorhüter
- Watanabe, Yasuhiro (* 1992), japanischer Fußballspieler
- Watanabe, Yōji (1923–1983), japanischer Architekt
- Watanabe, Yoko (1953–2004), japanische Opernsängerin (Sopran)
- Watanabe, Yoshiichi (* 1954), japanischer Fußballspieler
- Watanabe, Yoshimi (* 1952), japanischer Politiker
- Watanabe, Yoshinori (1941–2012), fünfter Bandenchef der Yamaguchi-gumi
- Watanabe, Yoshio (1907–2000), japanischer Fotograf
- Watanabe, Yoshitaka (* 1973), japanischer Fußballspieler
- Watanabe, Yoshitomo (* 1976), japanische Manga-Zeichnerin
- Watanabe, Yūga (* 1996), japanischer Fußballspieler
- Watanabe, Yukari (* 1981), japanische Eisschnellläuferin
- Watanabe, Yūkō (1856–1942), japanische Malerin
- Watanabe, Yumi (* 1970), japanische Fußballspielerin
- Watanabe, Yuta (* 1994), japanischer Basketballspieler
- Watanabe, Yuta (* 1997), japanischer Badmintonspieler
- Watanabe-Giltz, Jolene (1968–2019), US-amerikanische Tennisspielerin
- Watanabe-Vermorel, Thomas (* 1978), französischer Politiker (Parti Pirate)
- Watanjar, Mohammad Aslam (1946–2000), afghanischer Politiker und General
- Watanuki, Tamisuke (* 1927), japanischer Politiker
- Watanuki, Yōsuke (* 1998), japanischer TennisspielerYōsuke Watanuki (* 1998)

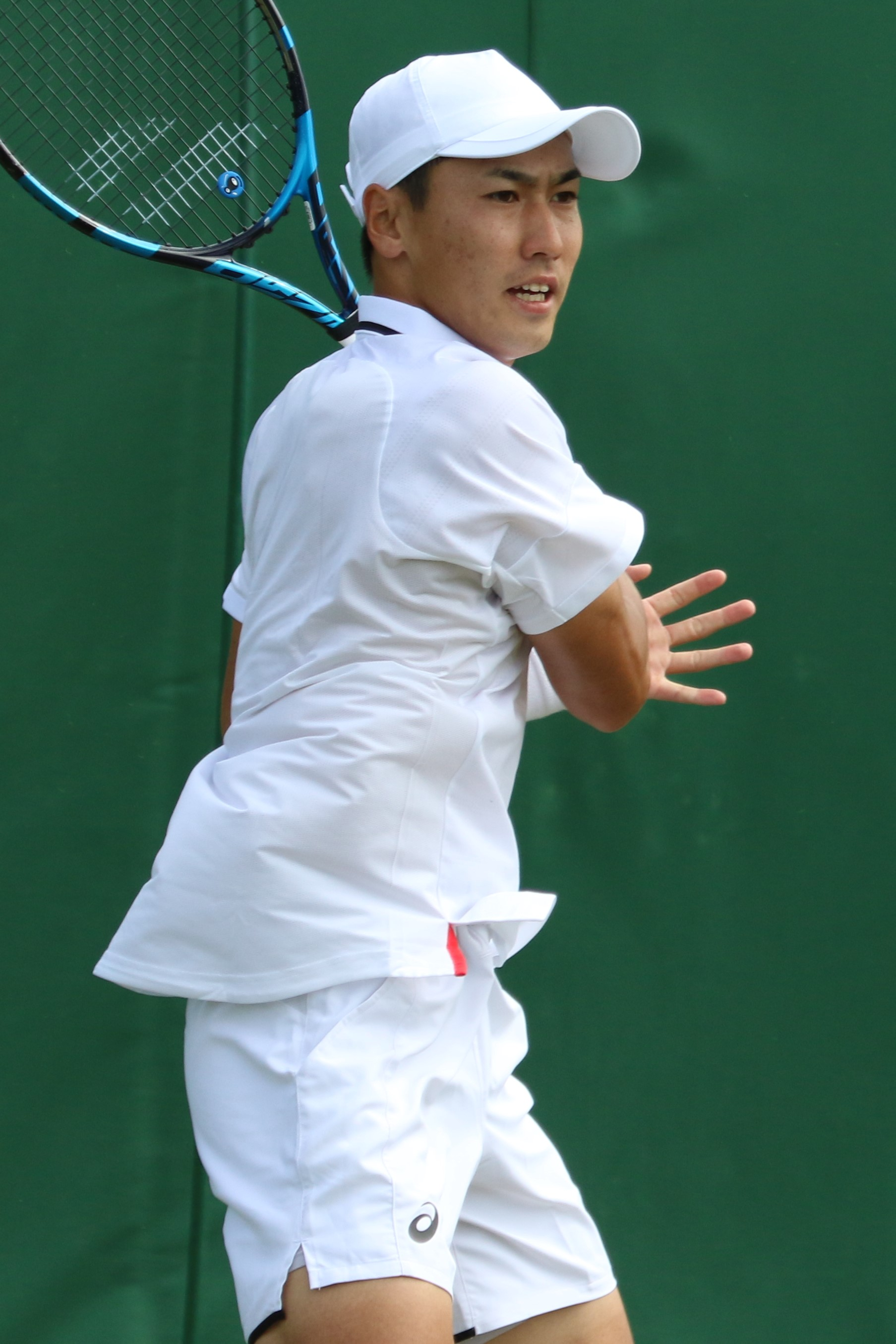
Yōsuke Watanuki (* 1998)

- Watanuki, Yūsuke (* 1990), japanischer Tennisspieler
- Watari, Daiki (* 1993), japanischer Fußballspieler
- Watartum, Hofdame der 3. Dynastie von Ur
- Watase, Ayumi (* 1984), japanische Skispringerin
- Watase, Seizō (* 1945), japanischer Mangaka und Illustrator
- Watase, Yatarō (* 1960), japanischer Skispringer
- Watase, Yūta (* 1982), japanischer Skispringer
- Watase, Yuu (* 1970), japanische Mangaka
- Wataya, Risa (* 1984), japanische Schriftstellerin

### Watc
- Watchara Arnumart (* 1989), thailändischer Fußballspieler
- Watchara Buathong (* 1993), thailändischer Fußballspieler
- Watchara Kaewlamun (* 1994), thailändischer Fußballspieler
- Watchara Mahawong (* 1983), thailändischer Fußballspieler
- Watcharakorn Antakhamphu (* 1961), thailändischer Fußballtrainer
- Watcharakorn Manoworn (* 1996), thailändischer Fußballspieler
- Watcharaphol Photanorm (* 1992), thailändischer Fußballspieler
- Watcharaphon Chumking (* 1999), thailändischer Fußballspieler
- Watcharaphong Khongchuai (* 1987), thailändischer Fußballspieler
- Watcharapol Boonchan (* 1988), thailändischer Fußballspieler
- Watcharapon Changklungmor (* 1988), thailändischer Fußballspieler
- Watcharapong Klahan (* 1978), thailändischer Fußballtorhüter und -trainer
- Watcharapong Wongsrikaew (* 1983), thailändischer Fußballspieler
- Watcharin Nuengprakaew (* 1996), thailändischer Fußballspieler
- Watcharin Pinairam (* 2002), thailändischer Fußballspieler
- Watchorn, Patsy (* 1944), irischer Folk-SängerPatsy Watchorn (* 1944)

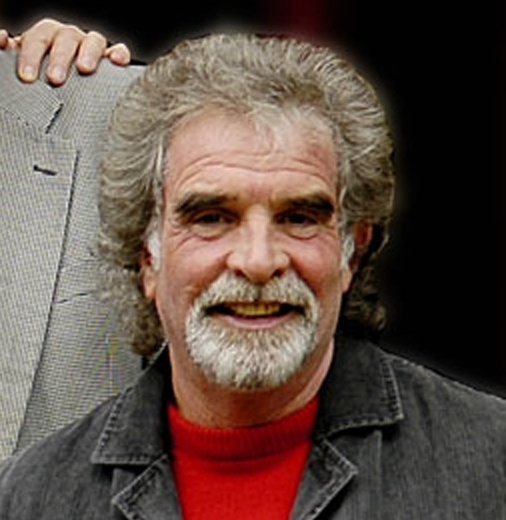
Patsy Watchorn (* 1944)

- Watchorn, Paul (* 1958), irischer Irish-Folk-Musiker und Snookerspieler

### Wate
- Watel, Christiane (* 1934), französische Tischtennisspielerin
- Watelet, Claude-Henri (1718–1786), französischer Autor und Enzyklopädist
- Watelet, Louis Étienne (1780–1866), französischer Maler
- Watenberg, Ilja (1887–1952), Mitglied des Jüdischen Antifaschistischen Komitees
- Watenberg-Ostrowskaja, Tschajka (1901–1952), russisches Mitglied des Jüdischen Antifaschistischen Komitees (JAFK)
- Water Lilly, Schweizer DJ
- Water, Jona Willem te (1740–1822), niederländischer reformierter Theologe und Historiker
- Waterbeck, August (1875–1947), deutscher Bildhauer
- Waterboer, Heinz (1907–1990), deutscher Autor und Maler
- Waterfall, Umaldy Theodore (1910–1971), US-amerikanischer Botaniker
- Waterfield, Aubrey (1874–1944), britischer Maler und Illustrator
- Waterfield, Bob (1920–1983), US-amerikanischer American-Football-Spieler und -Trainer
- Waterfield, Harry Lee (1911–1988), US-amerikanischer Politiker
- Waterfield, Peter (* 1981), britischer Wasserspringer
- Waterfield, Reginald Lawson (1900–1986), britischer Mediziner und Astronom
- Waterfield, Robin (* 1952), britischer Klassischer Philologe, Übersetzer und Schriftsteller
- Waterhouse, Agnes († 1566), erste wegen Hexerei verurteilte Engländerin
- Waterhouse, Alfred (1830–1905), englischer Architekt
- Waterhouse, Douglas (1916–2000), australischer Entomologe
- Waterhouse, Eben Gowrie (1881–1977), australischer Linguist und Kamelien- und Garten-Experte
- Waterhouse, George Marsden (1824–1906), Premierminister von South Australia und Neuseeland
- Waterhouse, George Robert (1810–1888), englischer Zoologe und Naturforscher
- Waterhouse, Graham (* 1962), englischer Komponist und Cellist
- Waterhouse, Imogen (* 1994), britisches Model und Schauspielerin
- Waterhouse, Jason (* 1991), australischer Segler
- Waterhouse, John Bruce (* 1932), australischer Geologe und Paläontologe
- Waterhouse, John William (1849–1917), britischer Maler des akademischen Realismus und der PräraffaelitenJohn William Waterhouse (1849–1917)

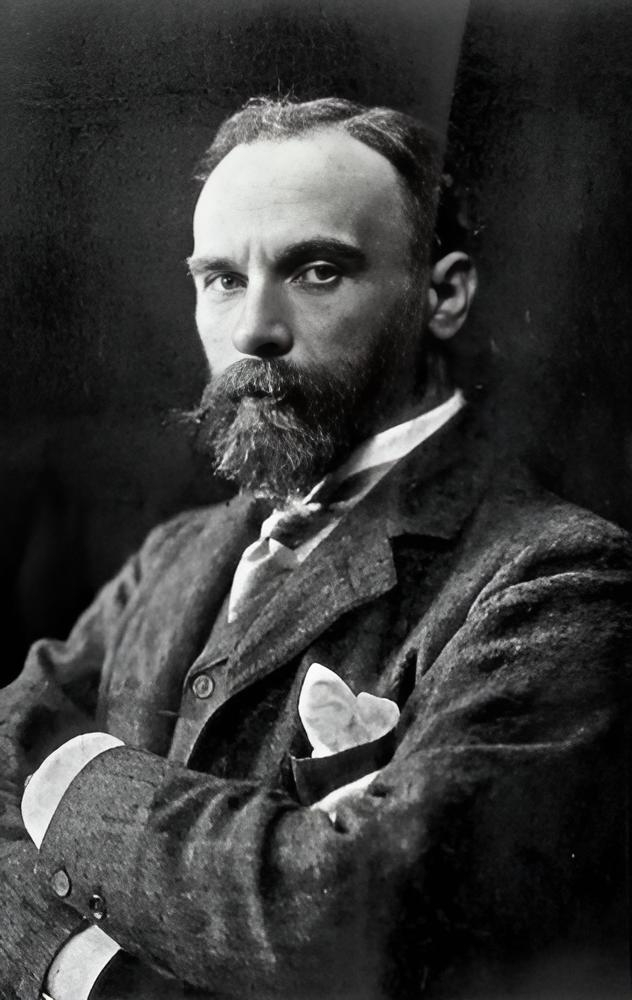
John William Waterhouse (1849–1917)

- Waterhouse, Matthew (* 1961), britischer Schauspieler
- Waterhouse, Nick (* 1986), US-amerikanischer Musiker, Songwriter und Musikproduzent
- Waterhouse, Peter (* 1956), österreichischer Schriftsteller
- Waterhouse, Rémi (1956–2014), französischer Drehbuchautor und Filmregisseur
- Waterhouse, Rupert (1873–1958), englischer Mediziner
- Waterhouse, Suki (* 1992), britisches Model und SchauspielerinSuki Waterhouse (* 1992)

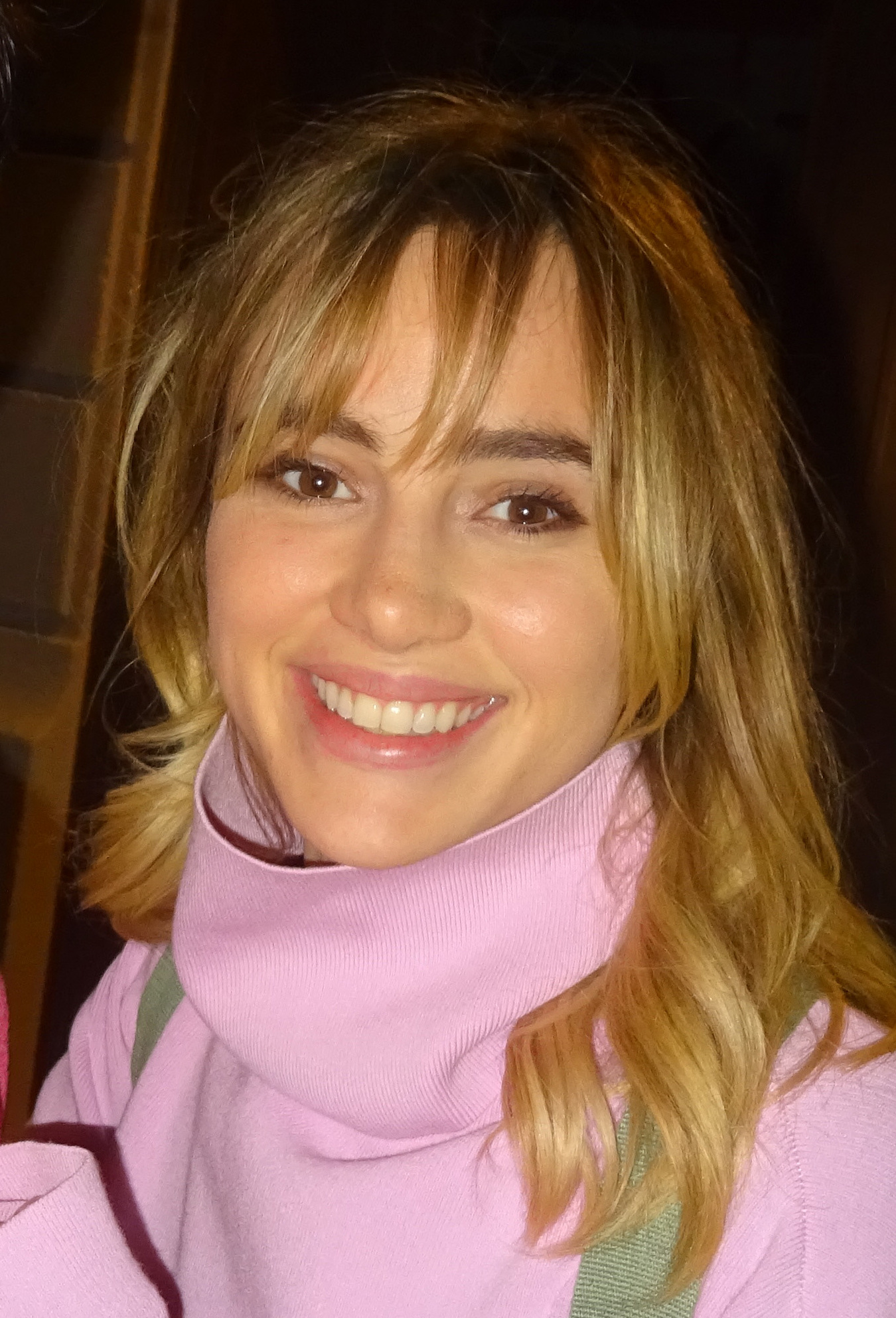
Suki Waterhouse (* 1992)

- Waterhouse, Travolta (* 1978), samoanischer Judoka
- Waterhouse, William (1931–2007), britischer Fagottist, Musikwissenschaftler, Hochschullehrer und Autor
- Waterink, Thijs (* 1968), niederländischer Fußballspieler
- Waterkamp, Afra (* 1965), deutsche Juristin, Gerichtspräsidentin
- Waterkamp, Rainer (* 1935), deutscher Politologe, Referatsleiter und Autor
- Waterkeyn, André (1917–2005), belgischer Ingenieur und Sportler
- Waterkortte, Peter (1900–1950), deutscher Politiker (KPD), MdL
- Waterland, Daniel (1683–1740), englischer Theologe
- Wäterling, Friedrich Christoph (1743–1833), deutscher Archivar
- Waterloo (* 1945), österreichischer Popmusiker und Schlagersänger
- Waterloo, Anthonie, niederländischer Maler und Radierer
- Waterloo, Peter Modest (1797–1875), deutscher Bürgermeister
- Waterloos, Adriaen (1598–1681), flämischer Stempelschneider und Medailleur
- Waterlow, Caroline, US-amerikanische Filmproduzentin und Oscarpreisträgerin
- Waterman, Alan T. (1892–1967), US-amerikanischer Physiker und erster Direktor der National Science Foundation
- Waterman, Alex (* 1975), US-amerikanischer Cellist und Komponist
- Waterman, Boy (* 1984), niederländischer Fußballtorwart
- Waterman, Cecilio (* 1991), panamaischer Fußballspieler
- Waterman, Charles W. (1861–1932), US-amerikanischer Politiker (Republikanische Partei)
- Waterman, Dennis (1948–2022), britischer SchauspielerDennis Waterman (1948–2022)

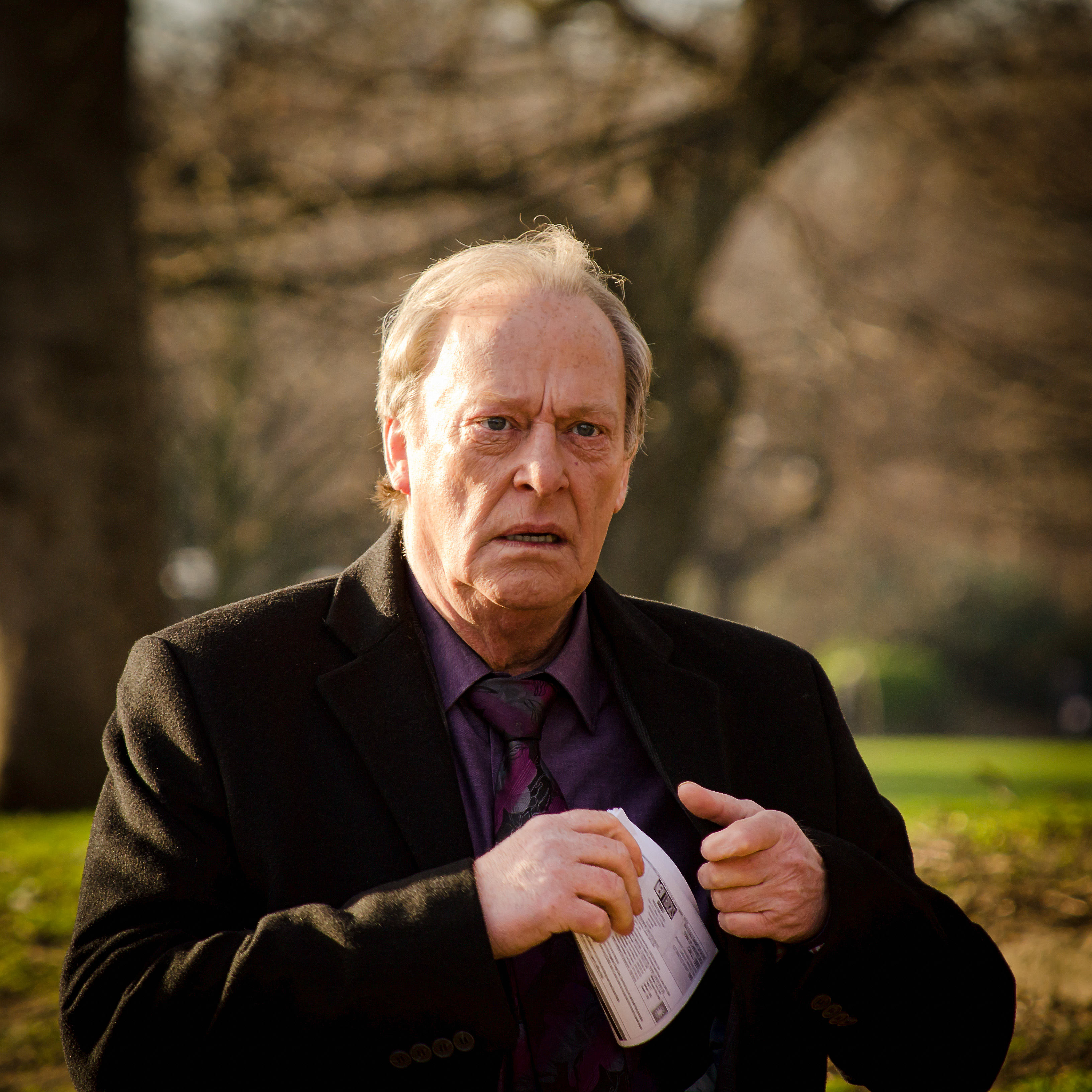
Dennis Waterman (1948–2022)

- Waterman, Dick (1935–2024), US-amerikanischer Journalist, Promoter und Fotograf
- Waterman, Fanny (1920–2020), britische Pianistin
- Waterman, Joel (* 1996), kanadischer Fußballspieler
- Waterman, Lewis Edson (1837–1901), US-amerikanischer Erfinder des Füllfederhalters
- Waterman, Michael S. (* 1942), US-amerikanischer Biomathematiker
- Waterman, Pete (* 1947), britischer Musikproduzent und Songwriter
- Waterman, Robert (1826–1891), US-amerikanischer Politiker, 17. Gouverneur von Kalifornien
- Waterman, Steve (* 1960), britischer Jazzmusiker (Trompete, Komposition)
- Waterman, Willard (1914–1995), US-amerikanischer Hörfunkmoderator, Film- und Fernsehschauspieler
- Watermann, Erich (1927–2010), deutscher Dirigent, Chorleiter und Sozialarbeiter
- Watermann, Hans (1904–1988), deutscher Politiker (CDU), MdL
- Watermann, Lars (* 1977), deutscher Schlagzeuger
- Watermann, Rainer (* 1966), deutscher Pädagoge
- Watermann, Ulrich (* 1957), deutscher Politiker (SPD), MdL
- Watermann-Krass, Annette (* 1957), deutsche Politikerin (SPD), MdL
- Watermät, französischer DJ und Produzent
- Watermeier, Sebastian (* 1984), deutscher Politiker (SPD), MdL
- Watermelon Slim (* 1949), US-amerikanischer Bluesharper (Mundharmonikaspieler) und Slidegitarrist
- Waterreus, Frans (1902–1962), niederländischer Radrennfahrer
- Waterreus, Ronald (* 1970), niederländischer Fußballtorwart
- Waters, Aaron C. (1905–1991), US-amerikanischer Geologe
- Waters, Alice (* 1944), US-amerikanische KöchinAlice Waters (* 1944)

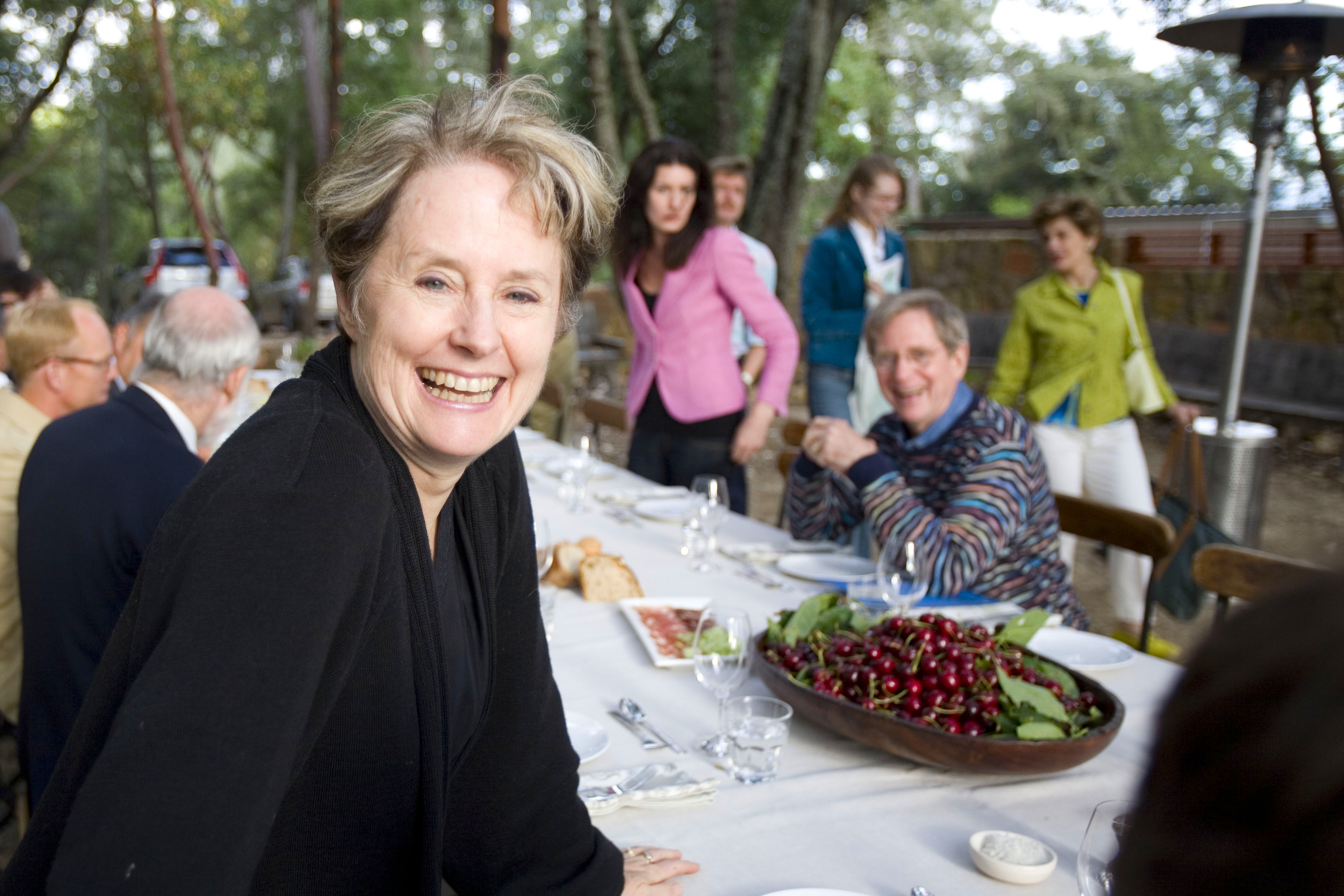
Alice Waters (* 1944)

- Waters, Alison (* 1984), englische Squashspielerin
- Waters, Anna Leigh (* 2007), US-amerikanische Pickleballspielerin
- Waters, Anthony (1928–1987), australischer Hockeyspieler
- Waters, Ben (* 1976), britischer Boogie-, Blues- und Jazz-Pianist
- Waters, Benny (1902–1998), US-amerikanischer Jazzmusiker (Saxophonist und Klarinettist)
- Waters, Calum (* 1996), schottischer Fußballspieler
- Waters, Charlie (* 1948), US-amerikanischer American-Football-Spieler
- Waters, Crystal (* 1961), US-amerikanische House-Sängerin
- Waters, Daniel (* 1962), US-amerikanischer Regisseur und Drehbuchautor
- Waters, Dietrich (* 1967), US-amerikanischer Basketballspieler
- Waters, Edwin George Ross (1890–1930), britischer Romanist
- Waters, Ethel (1896–1977), US-amerikanische Schauspielerin und Sängerin
- Waters, Jeff (* 1966), kanadischer Gitarrist
- Waters, John (1935–2025), britischer General
- Waters, John (* 1946), amerikanischer FilmregisseurJohn Waters (* 1946)

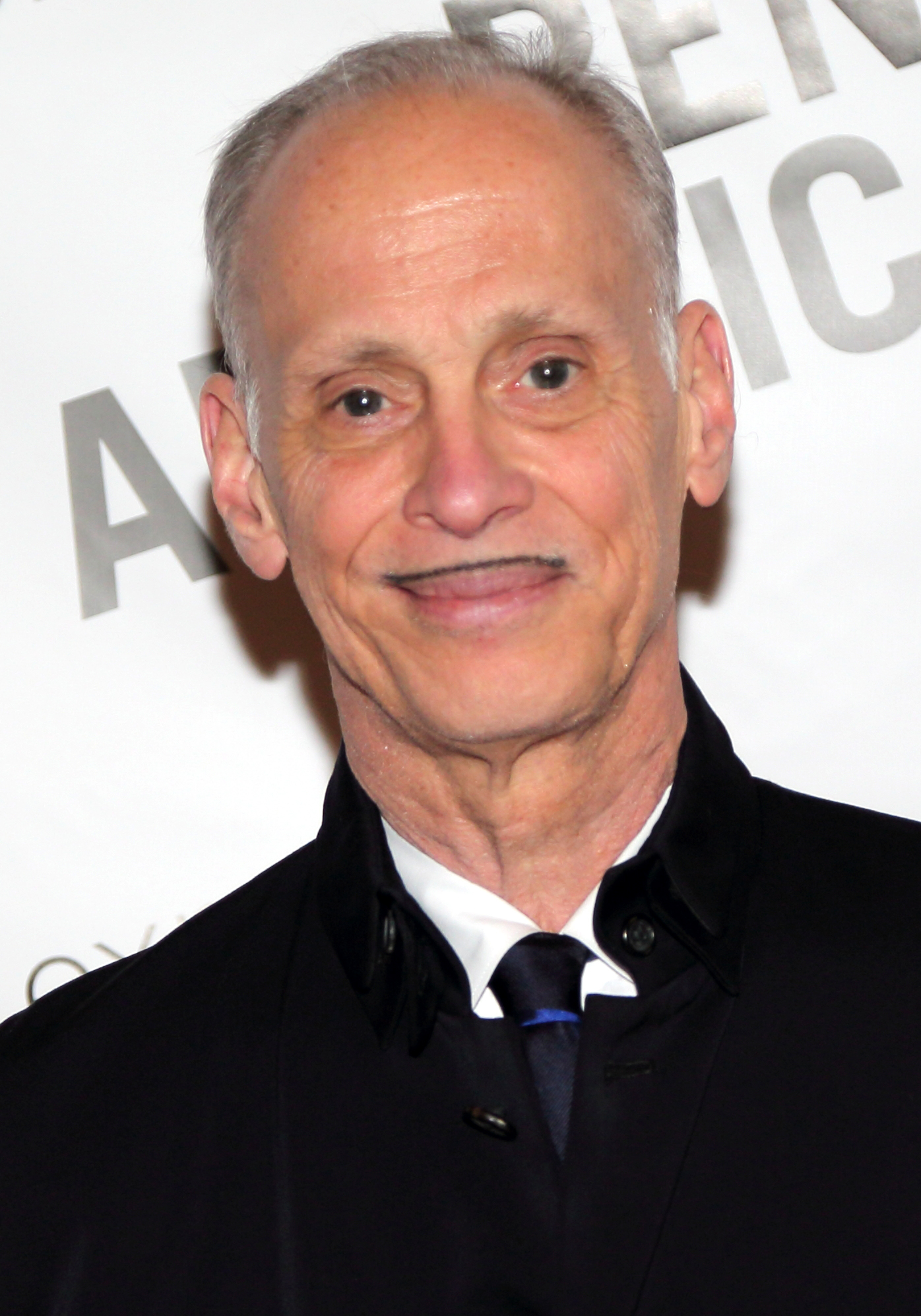
John Waters (* 1946)

- Waters, John K. (1906–1989), US-amerikanischer Offizier, General der US Army
- Waters, John Russell (* 1948), britischer Schauspieler
- Waters, John S. (1893–1965), US-amerikanischer Regisseur und Regieassistent
- Waters, Joyce (* 1931), neuseeländische Chemikerin und Hochschullehrerin
- Waters, Katarina (* 1980), britische Wrestlerin
- Waters, Larissa (* 1977), australische Politikerin
- Waters, Leonard (1924–1993), einziger Kampfpilot als Aborigine im Zweiten Weltkrieg
- Waters, Marietta, US-amerikanische Sängerin
- Waters, Mark (* 1964), US-amerikanischer Regisseur
- Waters, Maxine (* 1938), US-amerikanische Politikerin
- Waters, Mike (* 1967), südafrikanischer Politiker der Demokratischen Allianz
- Waters, Monty (1938–2008), amerikanischer Jazzsaxophonist
- Waters, Patty (1946–2024), amerikanische Jazzsängerin
- Waters, Roger (* 1943), britischer Musiker; Gründungsmitglied der Gruppe Pink FloydRoger Waters (* 1943)

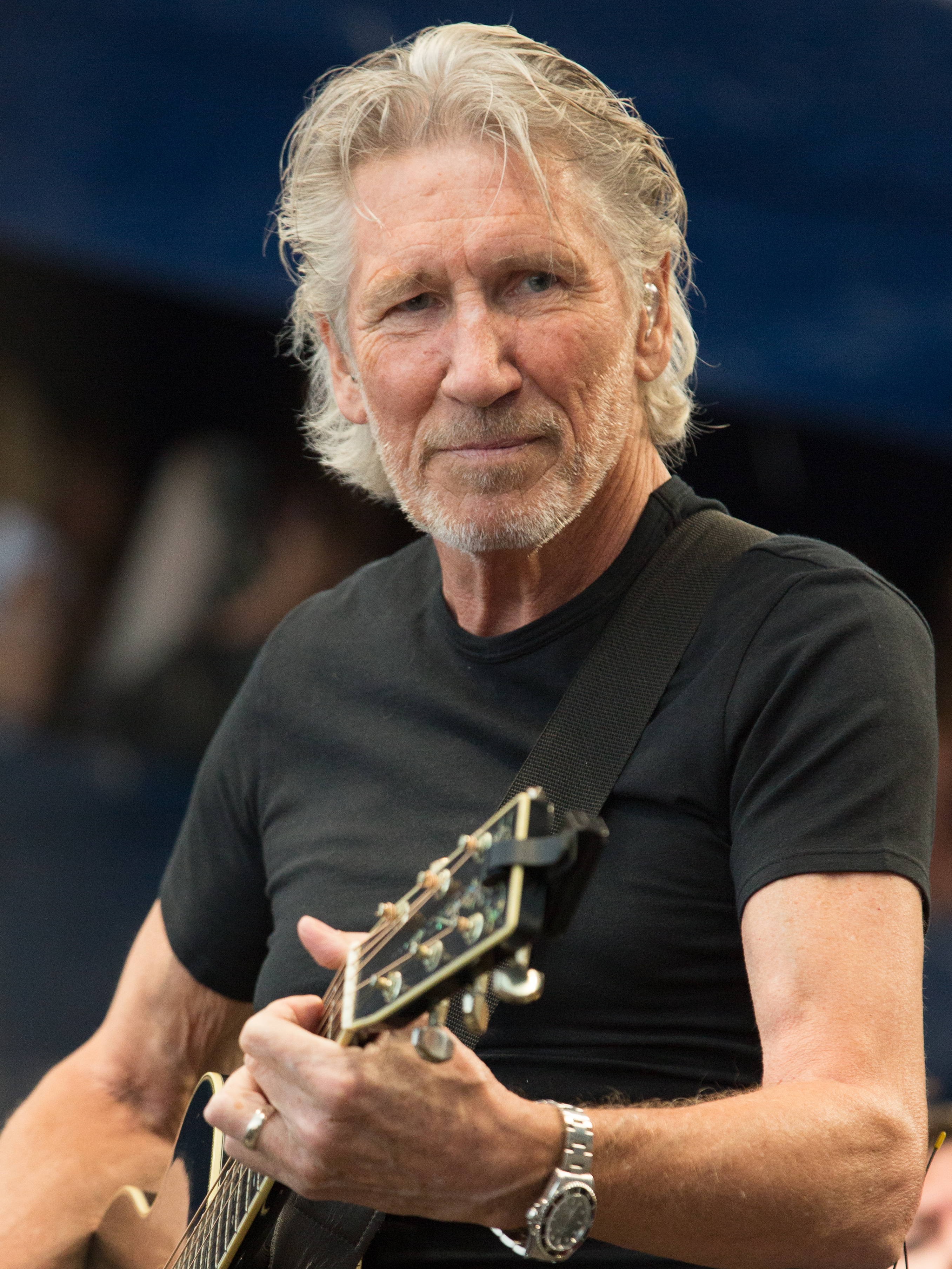
Roger Waters (* 1943)

- Waters, Russell J. (1843–1911), US-amerikanischer Politiker
- Waters, Sarah (* 1966), britische Schriftstellerin
- Waters, Siyoli (* 1983), südafrikanische Squashspielerin
- Waters, Stanley (1920–1991), kanadischer Militär, Geschäftsmann und Politiker
- Waters, Thomas James (1842–1898), irischer Architekt
- Waters, Tom, britischer Saxophonist
- Waters, Vincent Stanislaus (1904–1974), US-amerikanischer Geistlicher, römisch-katholischer Bischof von Raleigh
- Waters, Wilfred (1923–2006), britischer Radrennfahrer
- Waterschoot van der Gracht, Gisèle van (1912–2013), niederländische Malerin und Verlegerin
- Waterschoot van der Gracht, Willem van (1873–1943), niederländischer Geologe
- Waterschoot, Joseph Ignace (1911–1990), belgischer Ordensgeistlicher, römisch-katholischer Bischof von Lolo
- Waterson, Chic (1924–1997), britischer Kameramann
- Waterson, Edward († 1594), englischer katholischer Priester
- Waterson, Michelle (* 1986), US-amerikanische Mixed-Martial-Arts-Kämpferin und FotomodelMichelle Waterson (* 1986)

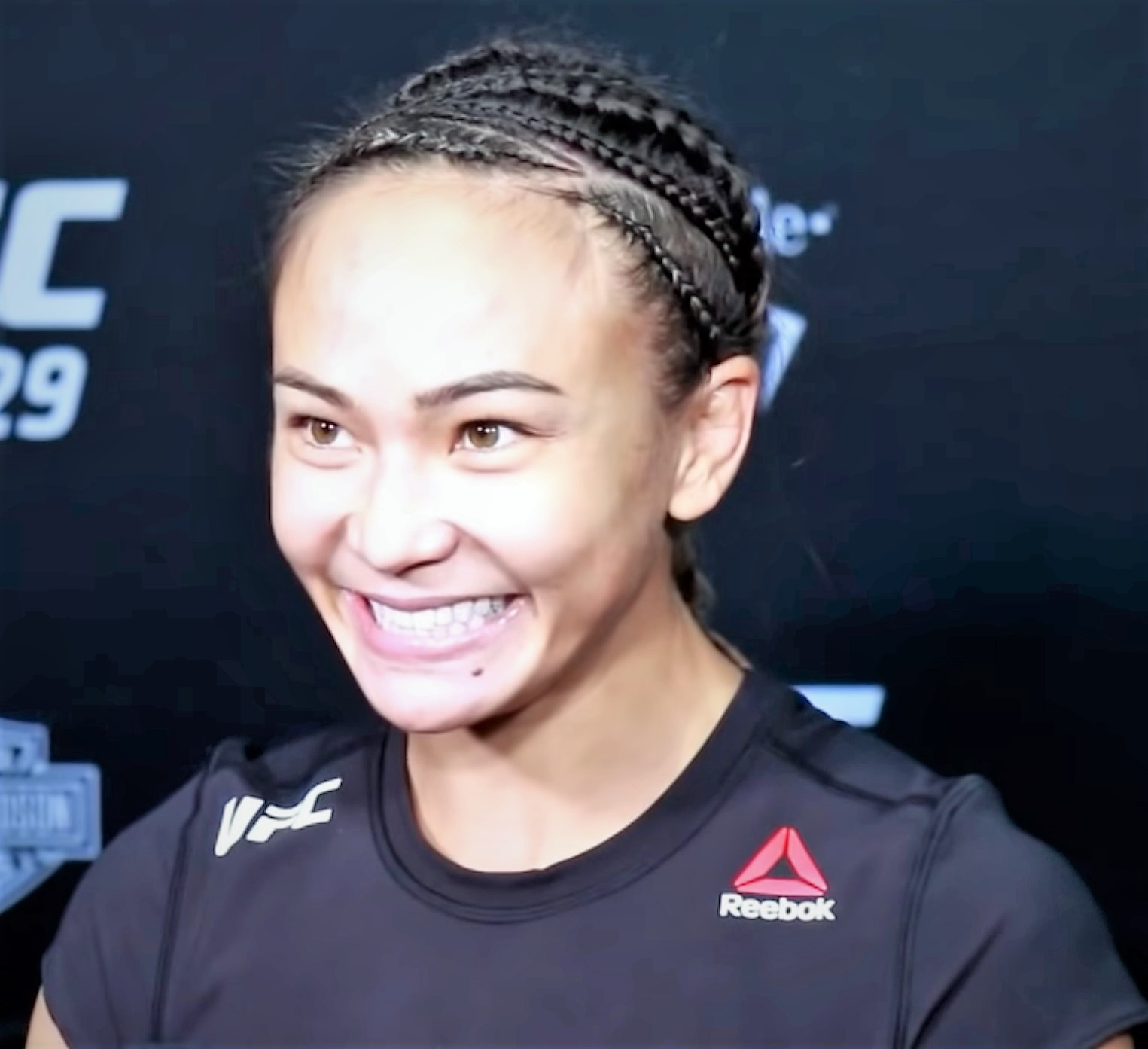
Michelle Waterson (* 1986)

- Waterson, Sidney Frank (1896–1976), südafrikanischer Diplomat und Politiker
- Waterston, Alisse (* 1951), US-amerikanische Anthropologin
- Waterston, Jane Elizabeth (1843–1932), schottische Pädagogin und Medizinerin
- Waterston, John James (1811–1883), schottischer Physiker
- Waterston, Katherine (* 1980), britisch-US-amerikanische SchauspielerinKatherine Waterston (* 1980)

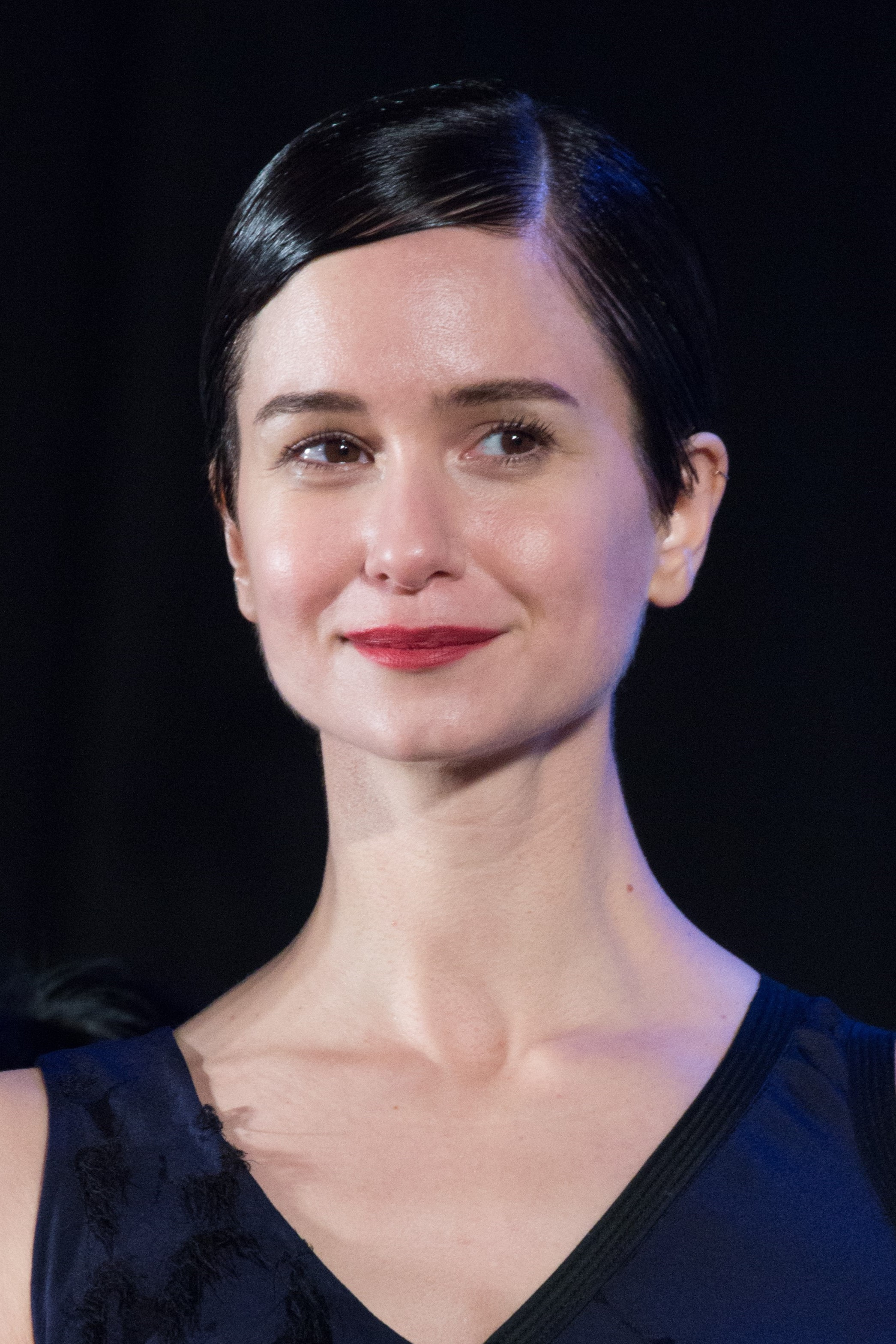
Katherine Waterston (* 1980)

- Waterston, Robert H. (* 1943), US-amerikanischer Genetiker
- Waterston, Sam (* 1940), US-amerikanischer Filmschauspieler
- Waterstraat, Nils (* 1983), deutscher Mathematiker und Hochschullehrer
- Waterstraat, Wolfgang (1920–1952), deutscher Arzt, proeuropäischer Aktivist
- Waterstradt, Berta (1907–1990), deutsche Hörspiel- und Filmautorin, Widerstandskämpferin
- Waterstradt, Franz (1872–1914), deutscher Agrarwissenschaftler und Hochschullehrer
- Waterstradt, Otto (1888–1972), deutscher Bürgermeister und Museumsgründer
- Waterstrat, Wilhelm (1899–1969), Abgeordneter der Lübecker Bürgerschaft
- Waterton, Charles (1782–1865), englischer katholischer Naturforscher und Entdecker, Umweltschützer
- Waterton, Edmund (1830–1887), britischer Antiquar
- Watervliet, Jean-Michel Veranneman de (1947–2018), belgischer Diplomat
- Watew, Stefan (1866–1946), bulgarischer Mediziner und Anthropologe

### Watf
- Watford, Gwen (1927–1994), englische Film-, Theater- und Fernsehschauspielerin
- Watford, Myk (* 1971), US-amerikanischer Schauspieler und Musiker

### Wath
- Wath, Craig Van der (* 1966), südafrikanischer Squashspieler
- Wath, Johannes van der (1903–1986), südafrikanischer Politiker und Lehrer
- Wathelet, Grégory (* 1980), belgischer Springreiter
- Wathelet, Melchior junior (* 1977), belgischer Politiker
- Wathelet, Melchior senior (* 1949), belgischer Politiker (cdH)
- Wathén, Franz (1878–1914), finnischer Eisschnellläufer
- Wathén, Heini (* 1955), finnisches Model
- Wathier, Francis (* 1984), kanadischer Eishockeyspieler und -trainer
- Wathiez, François Isidore (1777–1856), französischer General der Kavallerie
- Wathika, Dick (1973–2015), kenianischer Politiker
- Wāthiq, al- (816–847), Kalif der Abbasiden (842–847)
- Wathit Nakkari (* 2000), thailändischer Fußballspieler
- Wathne, Sigurd (1898–1942), norwegischer Fußballspieler
- Wathuti, Elizabeth (* 1995), kenianische Klimaschutzaktivistin

### Wati
- Watie, Stand (1806–1871), Stammesführer der Cherokee und Südstaatengeneral während des SezessionskriegesStand Watie (1806–1871)

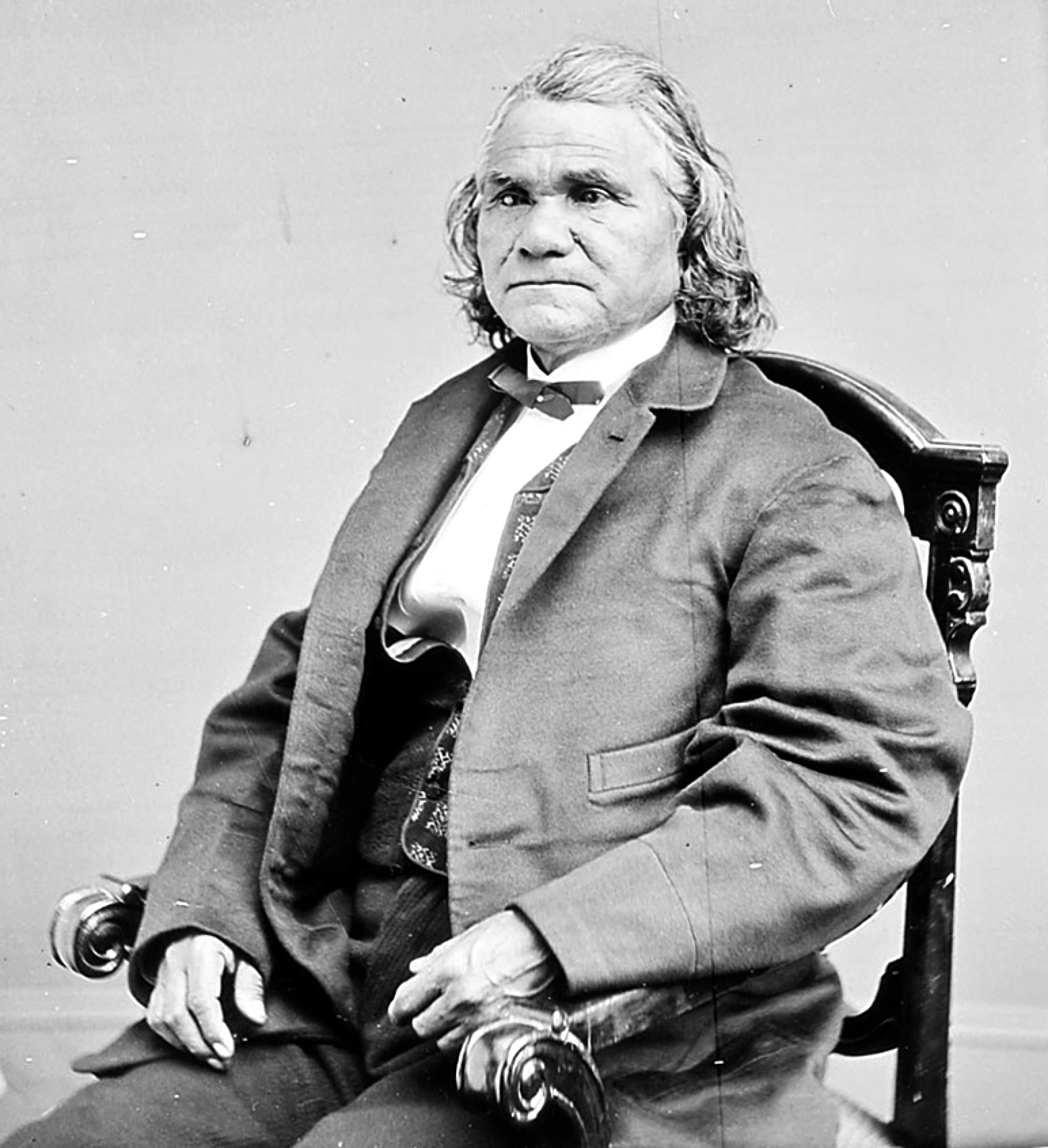
Stand Watie (1806–1871)

- Watier, Pierre (1770–1846), französischer General
- Watillon, Sophie (1965–2005), belgische Gambistin
- Watio, Dieudonné (* 1946), kamerunischer Geistlicher, römisch-katholischer Bischof von Bafoussam

### Watj
- Wätjen, Christian Heinrich (1813–1887), deutscher Reeder
- Wätjen, Diedrich Heinrich (1785–1858), deutscher Reeder
- Wätjen, Diedrich Hermann (1800–1868), deutscher Kaufmann und Konsul
- Wätjen, Hermann (1876–1944), deutscher Historiker und Hochschullehrer
- Wätjen, Hermann von (1851–1911), deutscher Verwaltungsbeamter, Politiker und Rittergutsbesitzer
- Wätjen, Julius (1883–1968), deutscher Pathologe
- Wätjen, Kjell (* 2006), deutscher Fußballspieler
- Wätjen, Otto von (1881–1942), deutscher Maler und Grafiker
- Wätjen, Richard (1891–1966), deutscher Dressurreiter
- Wätjen, Rudolf (1915–2005), deutscher Offizier, zuletzt Brigadegeneral der Bundeswehr

### Watk
- Watkin, David (1925–2008), britischer Kameramann
- Watkin, Deandre (* 2002), jamaikanischer Sprinter
- Watkin, Edward (1819–1901), britischer Manager und Politiker
- Watkin, Lawrence Edward (1901–1981), US-amerikanischer Schriftsteller und Drehbuchautor
- Watkin, Pierre (1887–1960), US-amerikanischer Schauspieler
- Watkins, A. W. (1895–1970), britischer Tontechniker und Toningenieur
- Watkins, Albert Galiton (1818–1895), US-amerikanischer Politiker
- Watkins, Alfred (1855–1935), britischer Hobby-Archäologe
- Watkins, Anna (* 1983), britische Ruderin
- Watkins, Anthony (* 2000), US-amerikanisch-deutscher Basketballspieler
- Watkins, Arthur Vivian (1886–1973), US-amerikanischer Politiker der Republikanischen Partei
- Watkins, Ben, britischer Musiker
- Watkins, Beverly (1939–2019), US-amerikanische Blues-Gitarristin
- Watkins, Bill (* 1931), US-amerikanischer Rockabilly-Musiker und Songschreiber
- Watkins, Brandon (* 1981), US-amerikanischer Basketballspieler
- Watkins, Carleton (1829–1916), US-amerikanischer Fotograf
- Watkins, Claire Vaye (* 1984), US-amerikanische Schriftstellerin
- Watkins, David (* 1940), britischer Goldschmied, Bildhauer, Medailleur, Hochschullehrer und Jazz-Musiker
- Watkins, David Ogden (1862–1938), US-amerikanischer Politiker
- Watkins, Derek (1945–2013), britischer Trompeter
- Watkins, Diante (* 1990), US-amerikanischer Basketballspieler
- Watkins, Doug (1934–1962), US-amerikanischer Jazzbassist
- Watkins, Earl (1920–2007), US-amerikanischer Jazz-Schlagzeuger
- Watkins, Elton (1881–1956), US-amerikanischer Politiker
- Watkins, George (1902–1970), US-amerikanischer Politiker
- Watkins, George D. (* 1924), US-amerikanischer Physiker
- Watkins, Gino (1907–1932), britischer Polarforscher
- Watkins, Gregory H., US-amerikanischer Tontechniker
- Watkins, Helen Huth (1921–2002), amerikanische Psychologin und Autorin
- Watkins, Huw (* 1976), britischer Komponist und Pianist
- Watkins, James (* 1978), britischer Drehbuchautor und FilmregisseurJames Watkins (* 1978)

James Watkins (* 1978)

- Watkins, James Arthur (* 1963), US-amerikanischer Geschäftsmann und QAnon-VerschwörungstheoretikerJames Arthur Watkins (* 1963)

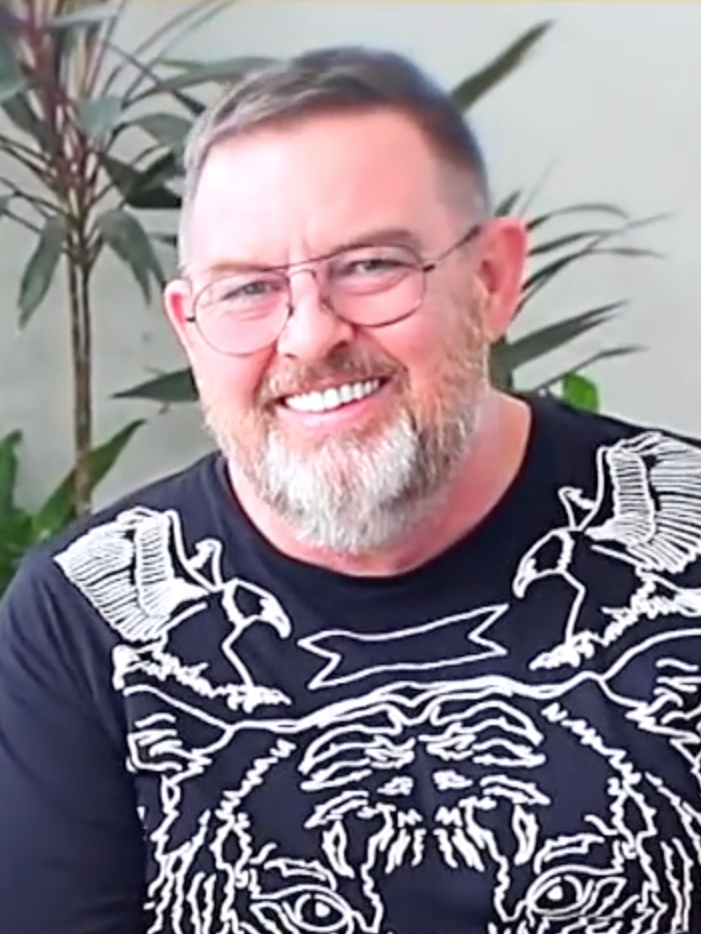
James Arthur Watkins (* 1963)

- Watkins, James D. (1927–2012), US-amerikanischer Admiral, Politiker und Manager
- Watkins, Jason (* 1966), britischer Schauspieler
- Watkins, Jessica (* 1988), US-amerikanische Geologin und NASA-Astronautin
- Watkins, Jimmy (* 1982), US-amerikanischer Bahnradsportler
- Watkins, Joe (1900–1969), US-amerikanischer Jazzmusiker
- Watkins, John (1913–2012), amerikanischer Psychologe
- Watkins, John A. (1898–1973), US-amerikanischer Politiker
- Watkins, John Benjamin Clark (1902–1964), kanadischer Botschafter
- Watkins, John T. (1854–1925), US-amerikanischer Politiker
- Watkins, John W. N. (1924–1999), englischer Politikwissenschaftler, Philosoph, Wissenschaftstheoretiker und Hochschullehrer
- Watkins, Julius (1921–1977), US-amerikanischer Jazzhornist
- Watkins, Levi (1944–2015), US-amerikanischer Herzchirurg und Bürgerrechtler
- Watkins, Margaret (1884–1969), kanadische Fotografin
- Watkins, Marley (* 1990), walisischer Fußballspieler
- Watkins, Marty (* 1962), britischer Skilangläufer
- Watkins, Matt (* 1986), kanadischer Eishockeyspieler
- Watkins, Michaela (* 1971), US-amerikanische Schauspielerin und Comedian
- Watkins, Mitch (* 1952), US-amerikanischer Jazzmusiker
- Watkins, Ollie (* 1995), englischer Fußballspieler
- Watkins, Peter (* 1935), britischer Regisseur, Drehbuchautor und Produzent
- Watkins, Quez (* 1998), US-amerikanischer American-Football-Spieler
- Watkins, Reggie (* 1971), US-amerikanischer Jazzmusiker
- Watkins, Sam (1839–1901), US-amerikanischer Soldat der Konföderierten Staaten von Amerika im Sezessionskrieg
- Watkins, Sammy (* 1993), US-amerikanischer American-Football-Spieler
- Watkins, Sara (* 1981), US-amerikanische Fiddlespielerin und Singer-Songwriterin
- Watkins, Sid (1928–2012), britischer Neurochirurg, Formel-1-Chefarzt
- Watkins, Steve (* 1976), US-amerikanischer Politiker
- Watkins, Thomas (* 1978), britischer Eishockeyspieler
- Watkins, Tuc (* 1966), US-amerikanischer SchauspielerTuc Watkins (* 1966)

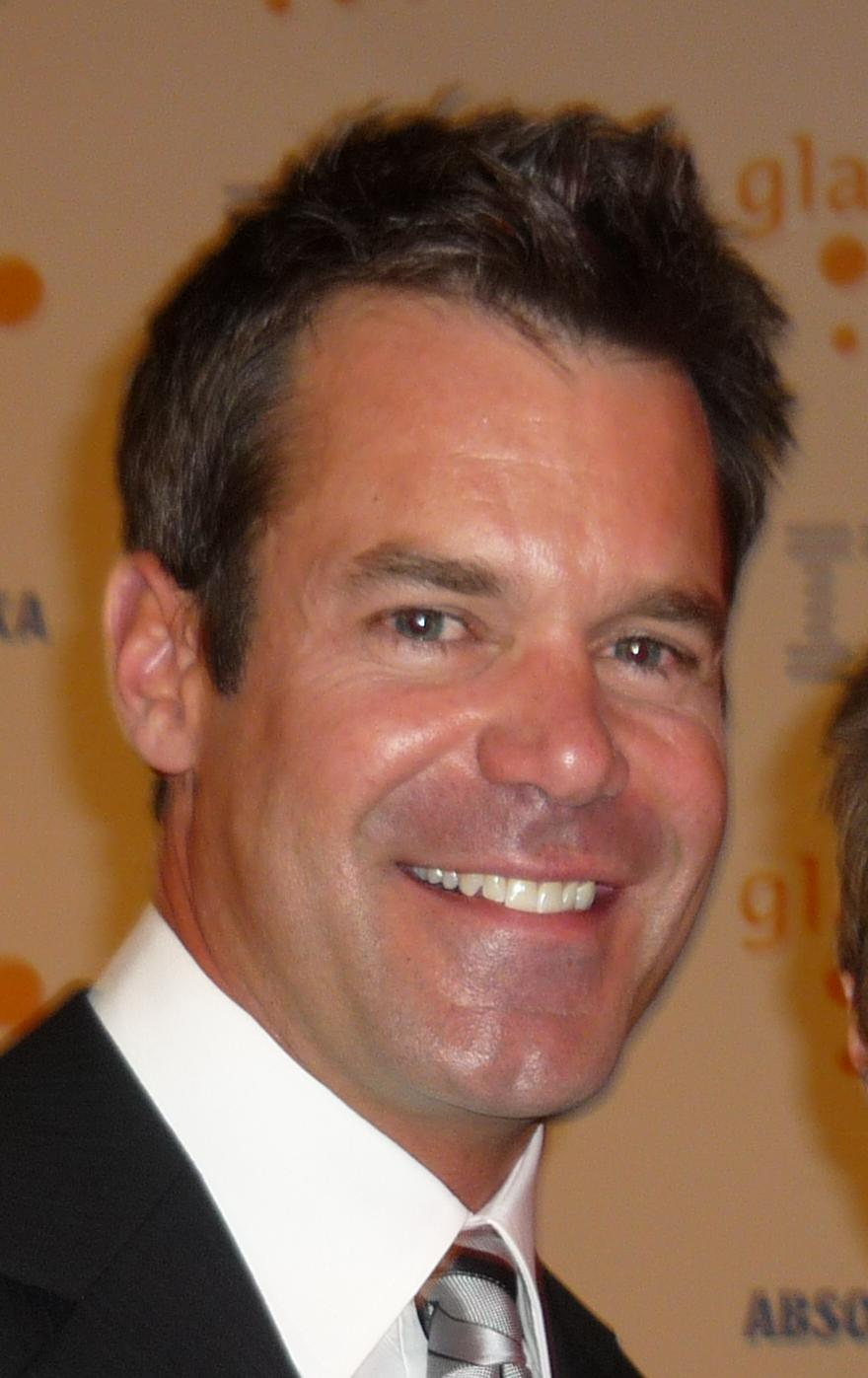
Tuc Watkins (* 1966)

- Watkins, Tudor, Baron Watkins (1903–1983), britischer Politiker (Labour Party)
- Watkins, Vernon (1906–1967), walisischer Lyriker
- Watkins, Wes (1938–2025), US-amerikanischer Politiker
- Watkins, William John (* 1942), amerikanischer Science-Fiction-Autor und Lyriker
- Watkins, William Wirt (1826–1898), US-amerikanischer Politiker
- Watkins, Winifred (1924–2003), britische Biochemikerin
- Watkins-Pitchford, Denys (1905–1990), britischer Schriftsteller
- Watkinson, Amelia (* 1991), neuseeländische Triathletin
- Watkinson, Annah (* 1981), südafrikanische Triathletin
- Watkinson, Billy (1922–2001), englischer Fußballspieler
- Watkinson, Deirdre (* 1941), britische Sprinterin und Mittelstreckenläuferin
- Watkinson, Gerd (1918–2011), deutscher Komponist
- Watkinson, Gordon (* 1964), US-amerikanischer Künstler
- Watkinson, Harold, 1. Viscount Watkinson (1910–1995), britischer Politiker (Conservative Party), Mitglied des House of Commons
- Watkinson, Lee (* 1966), US-amerikanischer Pokerspieler
- Watkinson, Murray (1939–2004), neuseeländischer Ruderer
- Watkiss, Cleveland (* 1959), britischer Jazzsänger, Schauspieler und Komponist
- Watkowiak, Lukas (* 1996), deutscher Fußballspieler

### Watl
- Watley, Jody (* 1959), amerikanische R&B-SängerinJody Watley (* 1959)

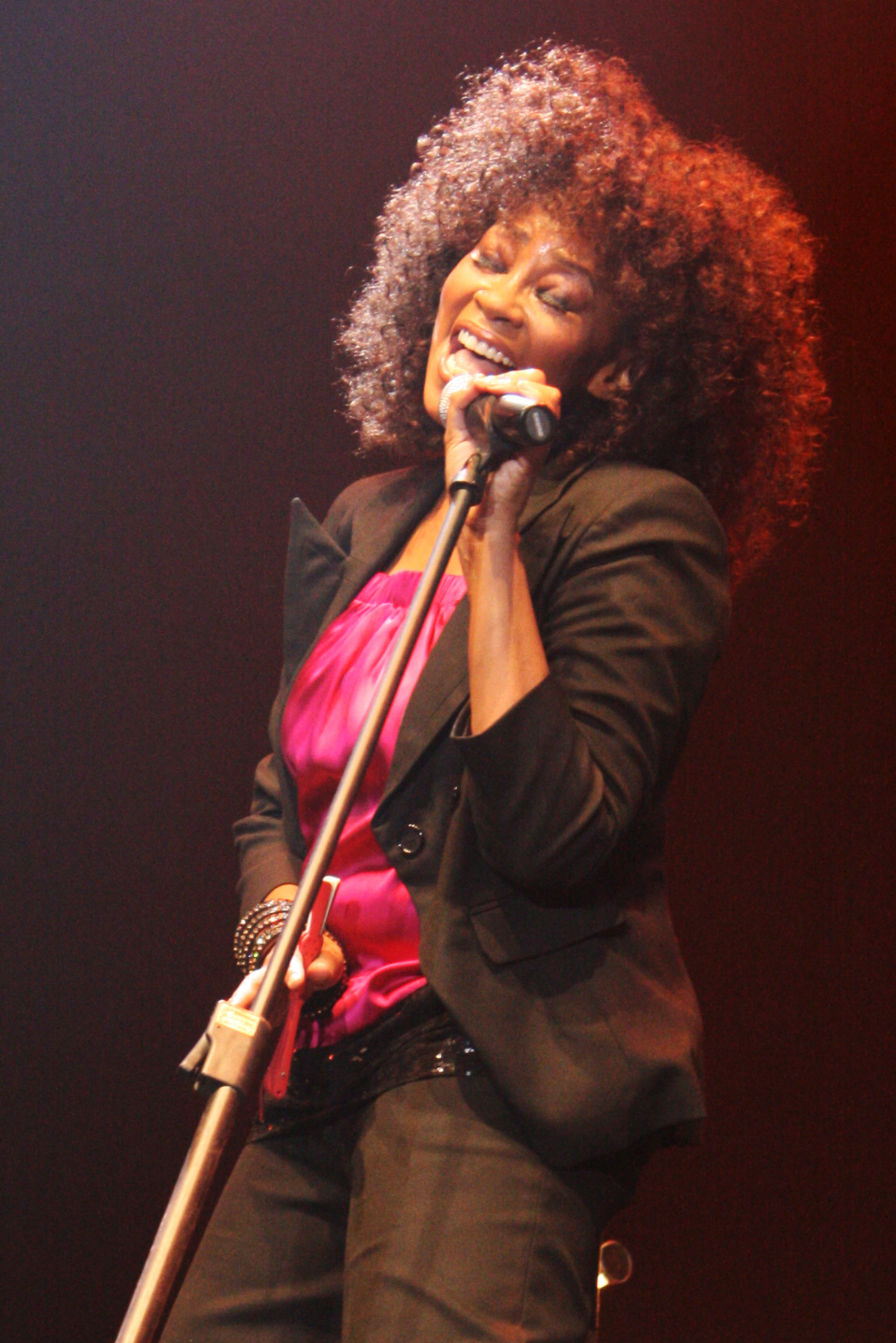
Jody Watley (* 1959)

- Watlin, Alexander Jurjewitsch (* 1962), russischer Historiker
- Watling, BJ (* 1985), neuseeländischer Cricketspieler
- Watling, Deborah (1948–2017), britische Schauspielerin
- Watling, Dick (* 1951), fidschianisch-britischer Ornithologe, Ökologe und Naturschützer
- Watling, Harry (* 1989), englischer Fußballtrainer
- Watling, Jack (1923–2001), britischer Schauspieler
- Watling, John († 1681), englischer Pirat
- Watling, Jonathan (* 1976), US-amerikanischer Ruderer
- Watling, Leonor (* 1975), spanische Schauspielerin und Sängerin
- Watling, Ralph (1872–1951), englischer Badmintonspieler

### Watm
- Watmore, Duncan (* 1994), englischer Fußballspieler
- Watmough, John Goddard (1793–1861), US-amerikanischer Politiker

### Watn
- Watney, Richard (1904–1949), britischer Autorennfahrer und Geschäftsführer von Lagonda

### Wato
- Watolin, Nikolai Anatoljewitsch (1926–2018), sowjetischer bzw. russischer Physikochemiker und Hochschullehrer
- Watolina, Nina Nikolajewna (1915–2002), sowjetische Plakatkünstlerin

### Watr
- Watres, Laurence Hawley (1882–1964), US-amerikanischer Politiker
- Watres, Louis Arthur (1851–1937), US-amerikanischer Politiker
- Watrin, Christian (1930–2020), deutscher Wirtschaftswissenschaftler und Hochschullehrer
- Watrin, Christoph (* 1988), deutscher Sänger, Musiker und ChorleiterChristoph Watrin (* 1988)

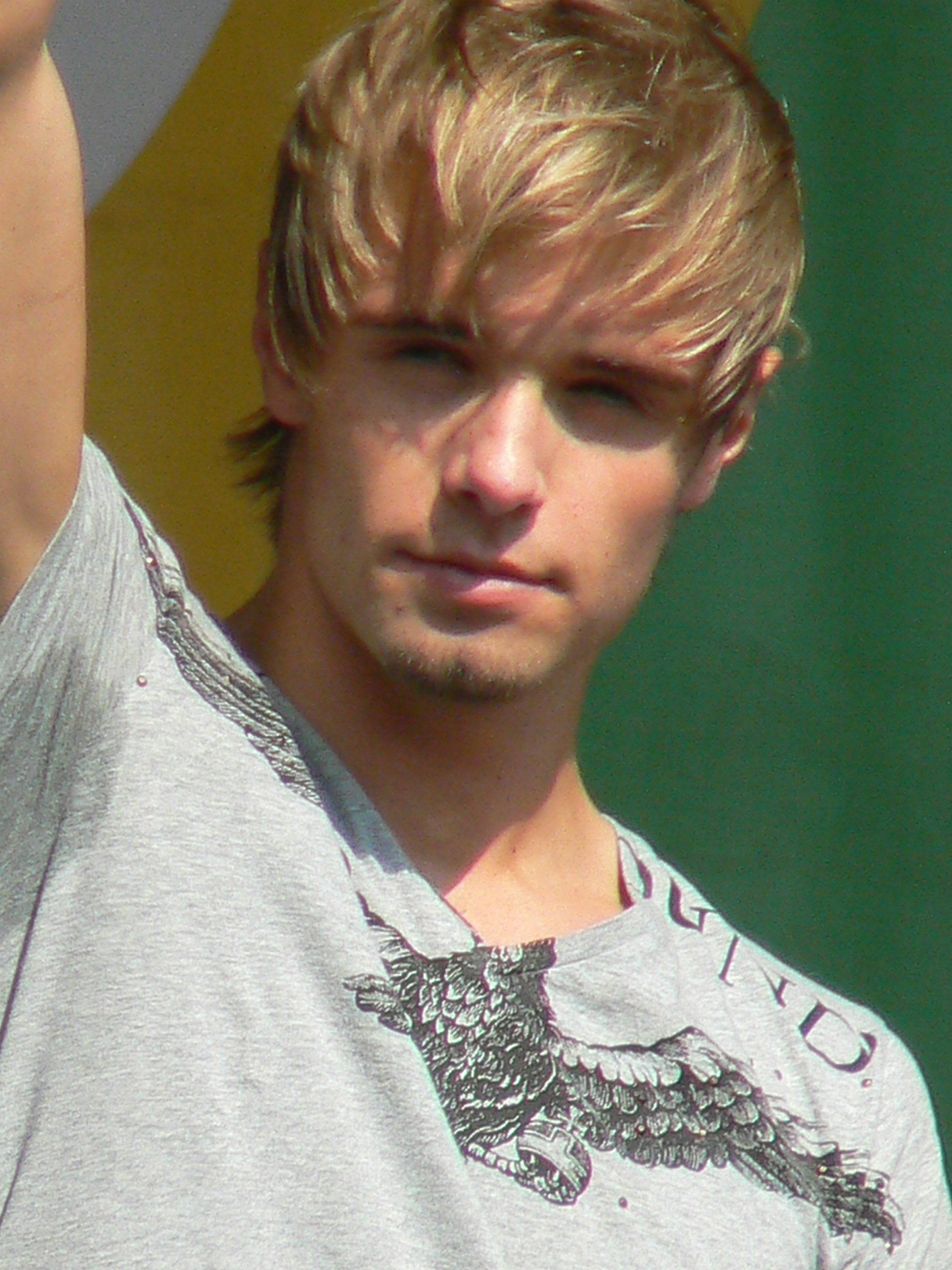
Christoph Watrin (* 1988)

- Watrin, François (1772–1802), französischer General der Kavallerie
- Watrin, Julien (* 1992), belgischer Sprinter
- Watrin, Michèle (1950–1974), französische Schauspielerin
- Watriquet Brassenel de Couvin, französischer Dichter
- Wątroba, Jan (* 1953), polnischer römisch-katholischer Geistlicher, Bischof von Rzeszów
- Watros, Cynthia (* 1968), US-amerikanische Schauspielerin
- Watrous, Bill (1939–2018), US-amerikanischer Jazzposaunist
- Watrous, Ralph (1866–1939), US-amerikanischer Politiker

### Wats

#### Watsa
- Watsachol Sawatdee (* 2000), thailändische Tennisspielerin
- Watsapon Jueapan (* 1995), thailändischer Fußballspieler

#### Watsc
- Watschadse, Ambako Awtandilowitsch (* 1983), russischer Ringer
- Watschenko, Oleksij (1914–1984), ukrainisch-sowjetischer Politiker, Vorsitzender Oberster Sowjet Ukraine (1976–1984)
- Watschew, Christo (* 1950), bulgarischer Maler
- Watschinger, Bruno (1920–2017), österreichischer Nephrologe
- Watschke, Roland (* 1934), deutscher Leichtathlet
- Watschkow, Grigor (1932–1980), bulgarischer Schauspieler

#### Watso
- Watson Coleman, Bonnie (* 1945), US-amerikanische Politikerin der Demokratischen Partei
- Watson Henderson, Ruth (* 1932), kanadische Komponistin, Pianistin und Musikpädagogin
- Watson, Aaron (* 1977), US-amerikanischer Sänger
- Watson, Adele (1890–1933), US-amerikanische Schauspielerin
- Watson, Aimee (* 1987), australische Skilangläuferin
- Watson, Alan (1933–2018), britischer Rechtswissenschaftler
- Watson, Alan Albert (1929–2001), schottischer Rechtsmediziner und Hochschullehrer
- Watson, Alan Andrew (* 1938), britischer Astrophysiker sowie Professor an der University of Leeds
- Watson, Alan John (* 1941), britischer Manager, Moderator und Politiker
- Watson, Albert (* 1942), britischer Fotograf
- Watson, Albert II (1909–1993), US-amerikanischer Generalleutnant, Stadtkommandant von Berlin
- Watson, Albert William (1922–1994), US-amerikanischer Politiker
- Watson, Alberta (1955–2015), kanadische Schauspielerin
- Watson, Alex, englischer Fußballfunktionär
- Watson, Alex (* 1957), australischer Moderner Fünfkampfer
- Watson, Alex (* 1968), englischer Fußballspieler
- Watson, Alexander (* 1979), britischer Militärhistoriker
- Watson, Alf (1907–1992), australischer Hürdenläufer und Sprinter
- Watson, Alfred Michael (1908–1990), US-amerikanischer römisch-katholischer Geistlicher
- Watson, Andi (* 1969), britischer Comiczeichner und Illustrator
- Watson, Andrew (1856–1921), schottischer Fußballspieler
- Watson, Andrew (* 1961), britischer Theologe; Bischof von Guildford
- Watson, Andrew (* 1995), britischer Autorennfahrer
- Watson, Andy, US-amerikanischer Jazzmusiker
- Watson, Angela (* 1975), US-amerikanische Schauspielerin
- Watson, Annah Robinson (1848–1930), US-amerikanische Schriftstellerin und Feministin
- Watson, Antonio (* 2001), jamaikanischer Leichtathlet
- Watson, Austin (* 1992), US-amerikanischer Eishockeyspieler
- Watson, Barbara M. (1918–1983), US-amerikanische Diplomatin
- Watson, Barrington (1931–2016), jamaikanischer Maler und Schriftsteller
- Watson, Barry (* 1974), US-amerikanischer Schauspieler
- Watson, Basil (* 1958), jamaikanischer Bildhauer
- Watson, Ben (* 1980), US-amerikanischer American-Football-Spieler
- Watson, Ben (* 1985), englischer Fußballspieler
- Watson, Bessie (1900–1992), schottische Frauenrechtlerin, Lehrerin und Dudelsackpfeiferin
- Watson, Bev (* 1936), australische Weitspringerin
- Watson, Bijon, amerikanischer Jazzmusiker (Trompete, Arrangement)
- Watson, Blake (1903–1998), kanadischer Eishockey-, Canadian-Football- und Baseballspieler
- Watson, Bobby (1888–1965), US-amerikanischer Schauspieler
- Watson, Bobby (* 1953), US-amerikanischer Jazzsaxophonist
- Watson, Bobs (1930–1999), US-amerikanischer Schauspieler und Methodistenpriester
- Watson, Brook, 1. Baronet (1735–1807), britischer Kaufmann, Soldat und Lord Mayor of London
- Watson, Bruce (* 1956), australischer Musiker
- Watson, Bryan (1942–2021), kanadischer Eishockeyspieler und -trainer
- Watson, Bryan (* 1969), südafrikanischer Tanzsportler
- Watson, Bubba (* 1978), US-amerikanischer Golfer
- Watson, Burton (1925–2017), US-amerikanischer Übersetzer von chinesischer und japanischer Literatur
- Watson, C. J. (* 1984), US-amerikanischer Basketballspieler
- Watson, Callum (* 1989), australischer Skilangläufer
- Watson, Calvin (* 1993), australischer Radrennfahrer
- Watson, Cecil J. (1901–1983), US-amerikanischer Hepatologe
- Watson, Charles (* 1945), US-amerikanischer MörderCharles Watson (* 1945)

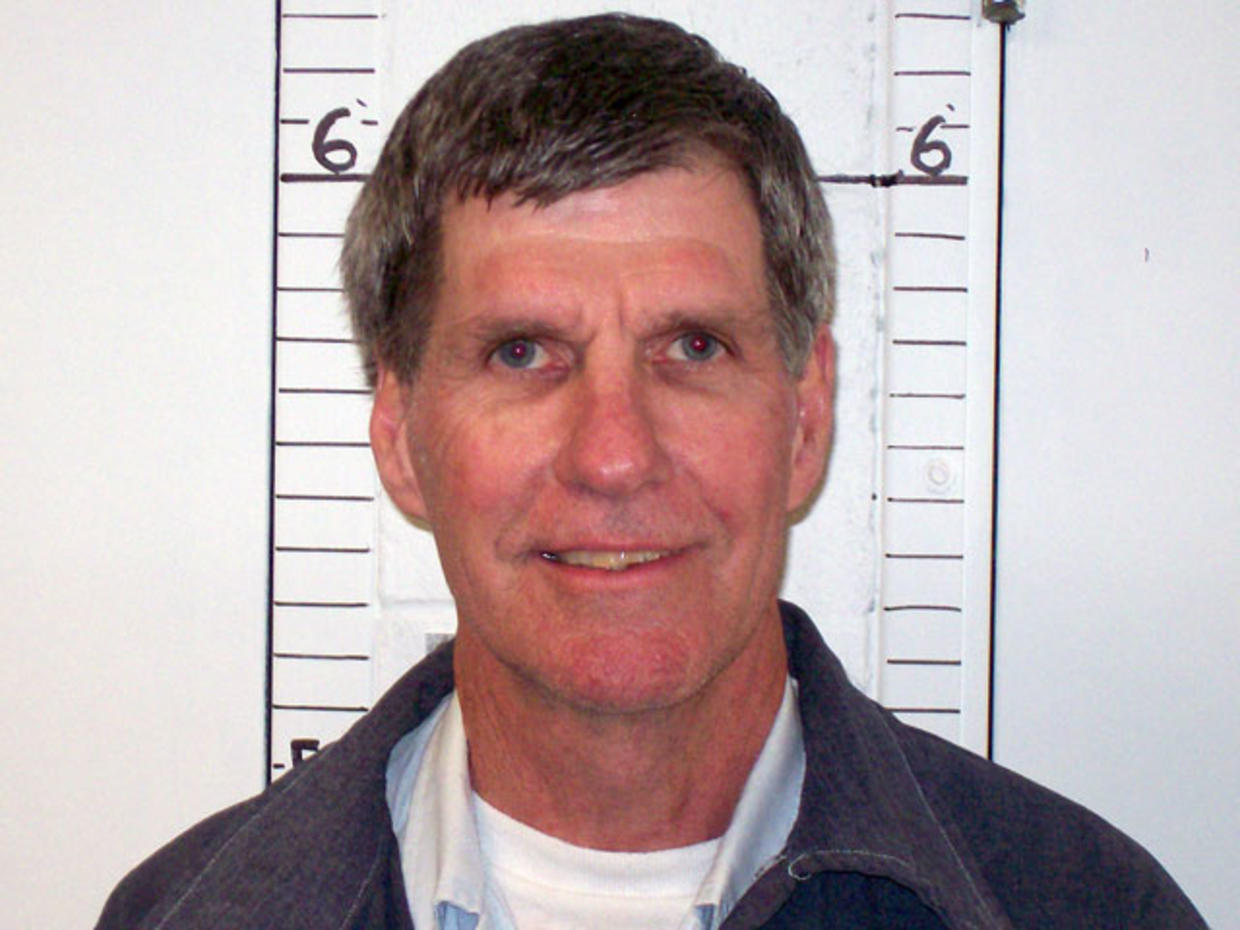
Charles Watson (* 1945)

- Watson, Chris (1867–1941), australischer Politiker und Premierminister
- Watson, Christian (* 1999), US-amerikanischer American-Football-Spieler
- Watson, Claire (1924–1986), US-amerikanische Opernsängerin
- Watson, Clarence Wayland (1864–1940), US-amerikanischer Politiker (Demokratische Partei)
- Watson, Colin (1920–1983), englischer Schriftsteller von Kriminalromanen
- Watson, Cooper K. (1810–1880), US-amerikanischer Politiker
- Watson, Coy junior (1912–2009), US-amerikanischer Kinderdarsteller
- Watson, Craig (* 1971), neuseeländischer Triathlet
- Watson, Dale (* 1962), US-amerikanischer Country-Sänger
- Watson, Damian (* 1987), neuseeländischer Eishockeyspieler
- Watson, Daniel, schottischer Fußballspieler
- Watson, Daril (1888–1967), britischer General
- Watson, Darren (* 2003), schottischer Fußballspieler
- Watson, Dave (* 1946), australischer Radrennfahrer
- Watson, Dave (* 1961), englischer Fußballspieler
- Watson, David (* 1946), englischer Fußballspieler
- Watson, David (* 1983), südafrikanischer Eishockeyspieler
- Watson, David (* 1988), deutscher Basketballspieler
- Watson, David (* 2005), schottischer Fußballspieler
- Watson, David K. (1849–1918), US-amerikanischer Politiker
- Watson, David Meredith Seares (1886–1973), britischer Paläontologe
- Watson, Debbie (* 1949), US-amerikanische Schauspielerin
- Watson, Debbie (* 1965), australische Wasserballspielerin
- Watson, Deshaun (* 1995), US-amerikanischer American-Football-SpielerDeshaun Watson (* 1995)

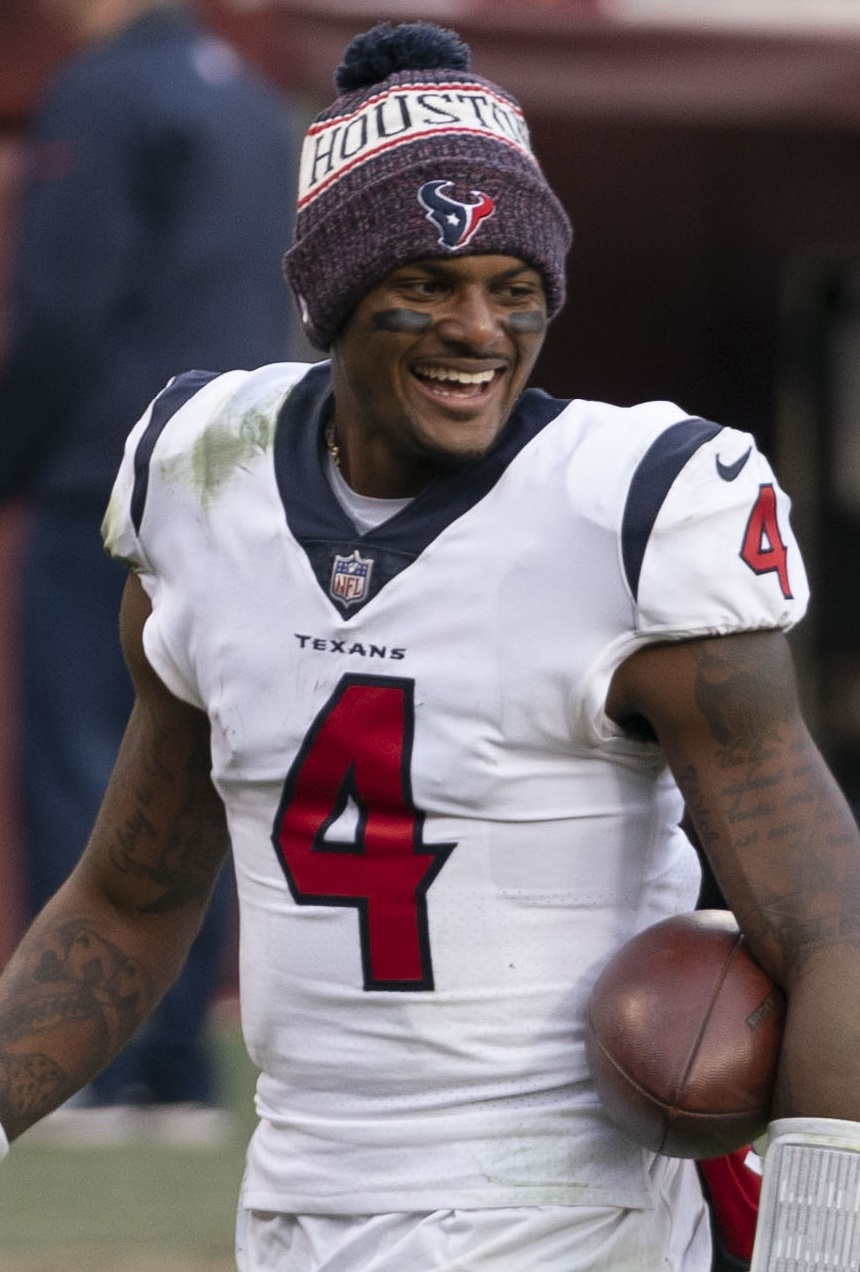
Deshaun Watson (* 1995)

- Watson, Diane (* 1933), US-amerikanische Politikerin
- Watson, Doc (1923–2012), US-amerikanischer Folkmusiker
- Watson, Donald (1910–2005), britischer Gründer der Vegan Society
- Watson, E. Bruce (* 1950), US-amerikanischer Geochemiker
- Watson, Earl (* 1979), US-amerikanischer Basketballspieler
- Watson, Edith (1861–1943), US-amerikanische Fotografin
- Watson, Edith (1888–1966), englisch-britische Suffragette, Frauenrechtlerin und Polizistin
- Watson, Emily (* 1967), britische Schauspielerin
- Watson, Emma (* 1990), britische SchauspielerinEmma Watson (* 1990)

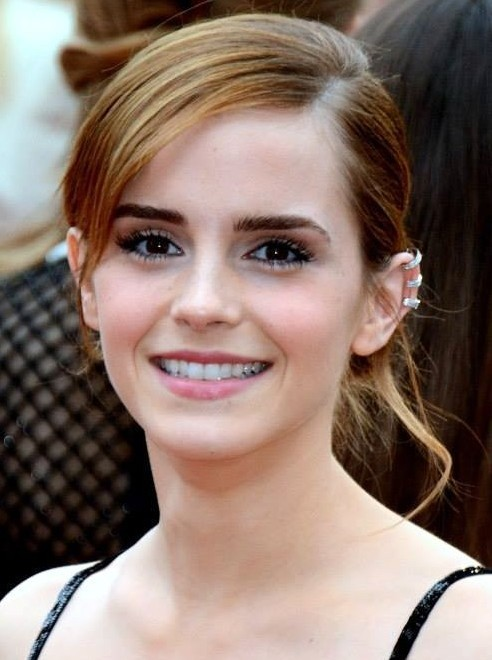
Emma Watson (* 1990)

- Watson, Eric, US-amerikanischer Filmproduzent und Drehbuchautor
- Watson, Eric (* 1955), US-amerikanischer Jazzmusiker (Piano, Komposition)
- Watson, Eric (1955–2012), britischer Fotograf und Regisseur von Musikvideos
- Watson, Floyd Rowe (1872–1974), US-amerikanischer Akustiker
- Watson, Francis (1907–1992), britischer Kunsthistoriker
- Watson, Fred (1888–1917), schottischer Fußballspieler
- Watson, Fred (* 1944), australischer Astronom
- Watson, Geoffrey (1921–1998), australischer Statistiker
- Watson, George Lennox (1851–1904), britischer Yachtkonstrukteur und Bootsbauer
- Watson, George Leo (1909–1988), britischer Mathematiker
- Watson, George Neville (1886–1965), englischer Mathematiker
- Watson, George P. (1871–1926), US-amerikanischer Sänger und Vaudeville-Künstler
- Watson, George Spencer (1869–1934), britischer Maler
- Watson, Gerry (1949–2023), kanadischer Billardspieler
- Watson, Graham (* 1956), britischer Europapolitiker (Lib Dems), MdEP
- Watson, Hamish (* 1991), schottischer Rugby-Union-Spieler
- Watson, Harry (1898–1957), kanadischer Eishockeyspieler und -trainer
- Watson, Harry (1904–1996), neuseeländischer Radrennfahrer
- Watson, Harry (1923–2002), kanadischer Eishockeyspieler und -trainer
- Watson, Heather (* 1992), britische TennisspielerinHeather Watson (* 1992)

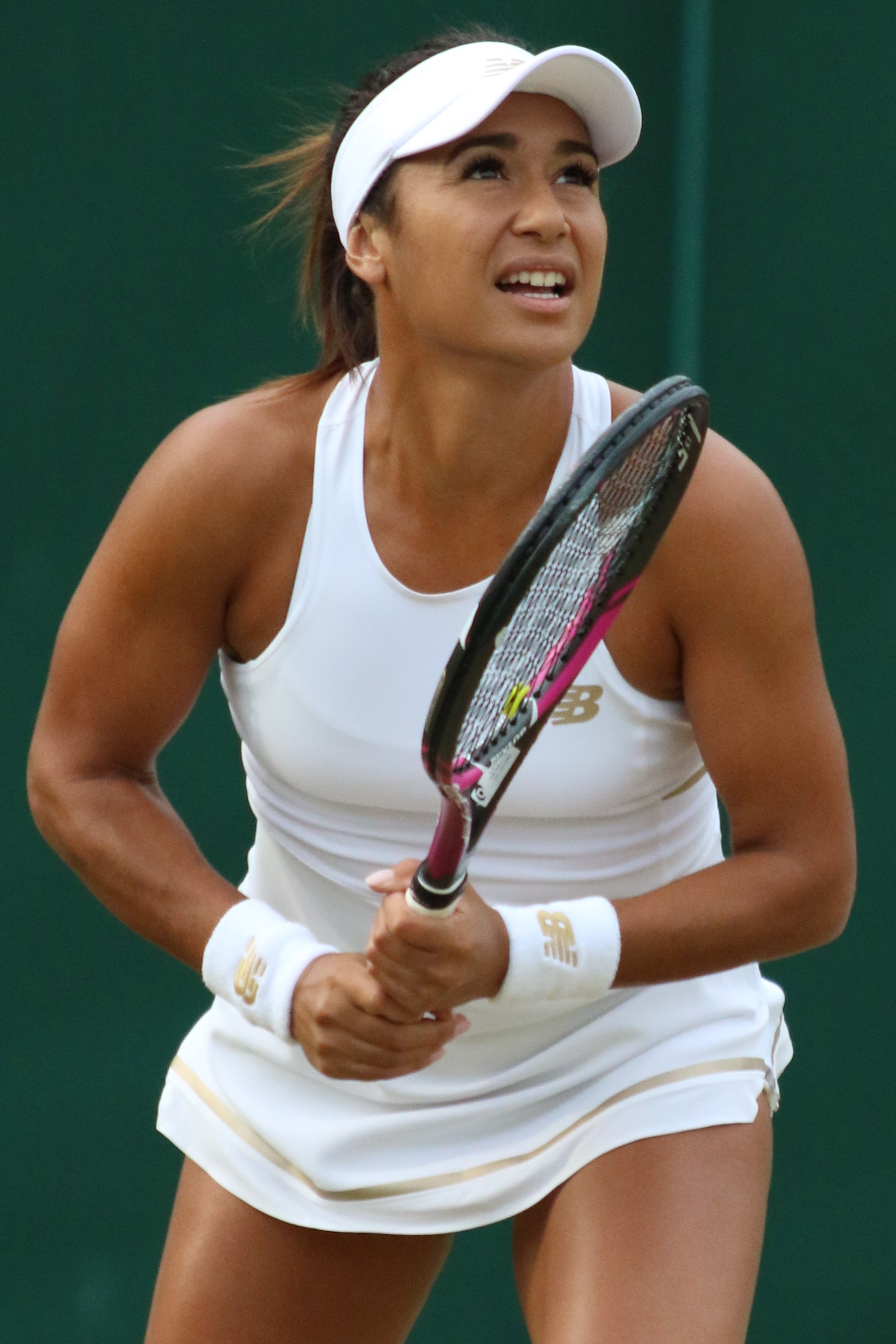
Heather Watson (* 1992)

- Watson, Henry Winfield (1856–1933), US-amerikanischer Politiker
- Watson, Hewett (1804–1881), englischer Botaniker und Arzt
- Watson, Homer (1855–1936), kanadischer Landschaftsmaler
- Watson, Hugh (1872–1954), britischer Marineoffizier und Diplomat (Marineattaché)
- Watson, Ian (* 1943), britischer Science-Fiction-Autor
- Watson, Ian (* 1946), irisch-deutscher Hochschullehrer und Autor in Bremen
- Watson, Jack (1915–1999), britischer Schauspieler
- Watson, Jack (* 1938), US-amerikanischer Jurist und Politiker (Demokratische Partei)
- Watson, James (1750–1806), US-amerikanischer Politiker
- Watson, James (* 1928), US-amerikanischer Biochemiker
- Watson, James (1936–2015), britischer Autor
- Watson, James Carmichael (1910–1942), schottischer Keltologe
- Watson, James Craig (1838–1880), US-amerikanischer Astronom
- Watson, James Eli (1864–1948), US-amerikanischer Politiker (Republikanische Partei)
- Watson, Janet (1923–1985), britische Geologin und Hochschullehrerin
- Watson, Jaylen (* 1998), US-amerikanischer American-Football-Spieler
- Watson, Jean (* 1940), US-amerikanische Krankenschwester und Pionierin der Pflegeforschung
- Watson, Jessica (* 1993), australische SeglerinJessica Watson (* 1993)

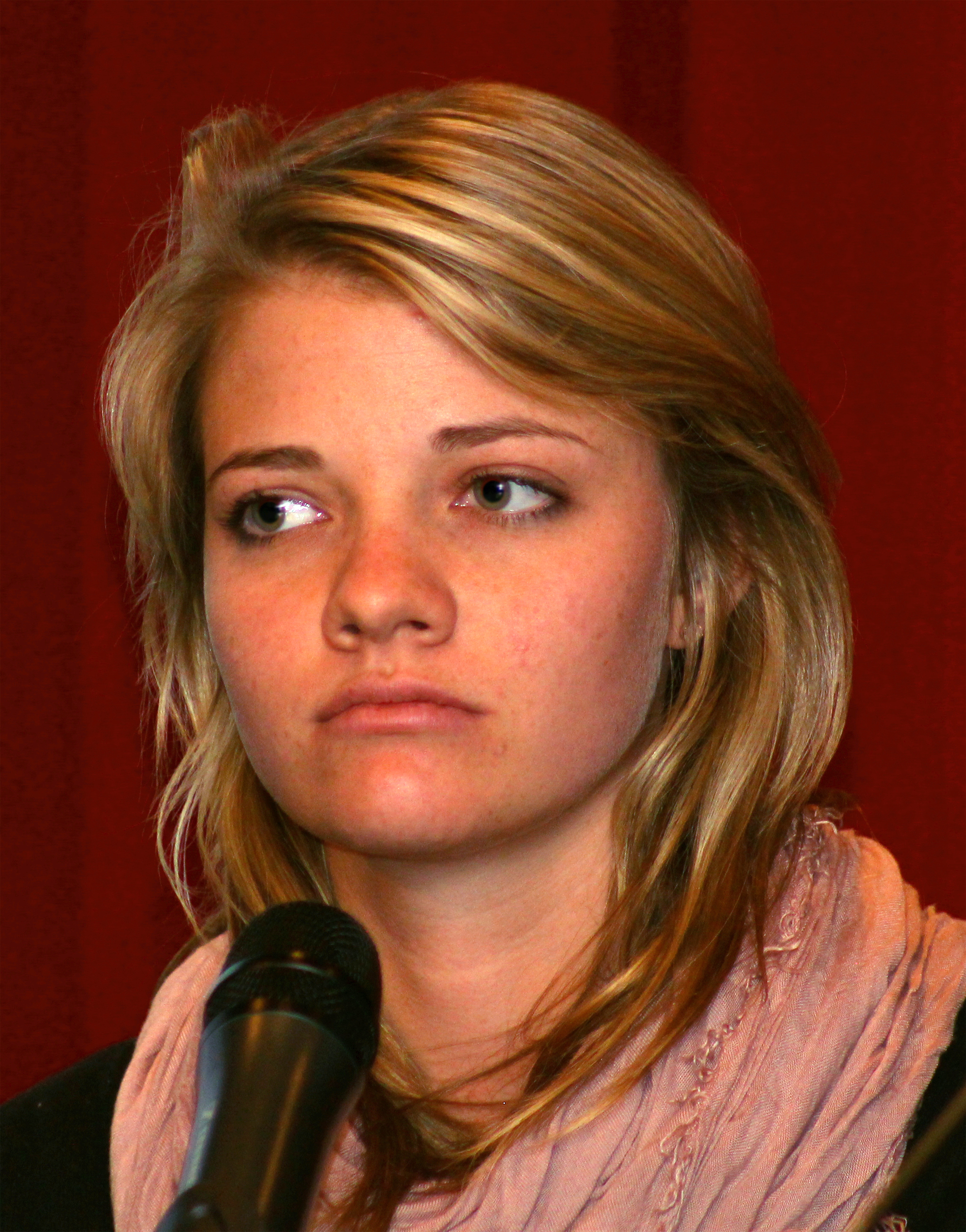
Jessica Watson (* 1993)

- Watson, Jill (* 1963), US-amerikanische Eiskunstläuferin
- Watson, Jim (* 1961), kanadischer Politiker, Bürgermeister von Ottawa (seit 2010)
- Watson, Jimmy (* 1952), kanadischer Eishockeyspieler
- Watson, Joe (* 1943), kanadischer Eishockeyspieler
- Watson, John (1847–1939), britischer Philosoph
- Watson, John (* 1946), nordirischer AutorennfahrerJohn Watson (* 1946)

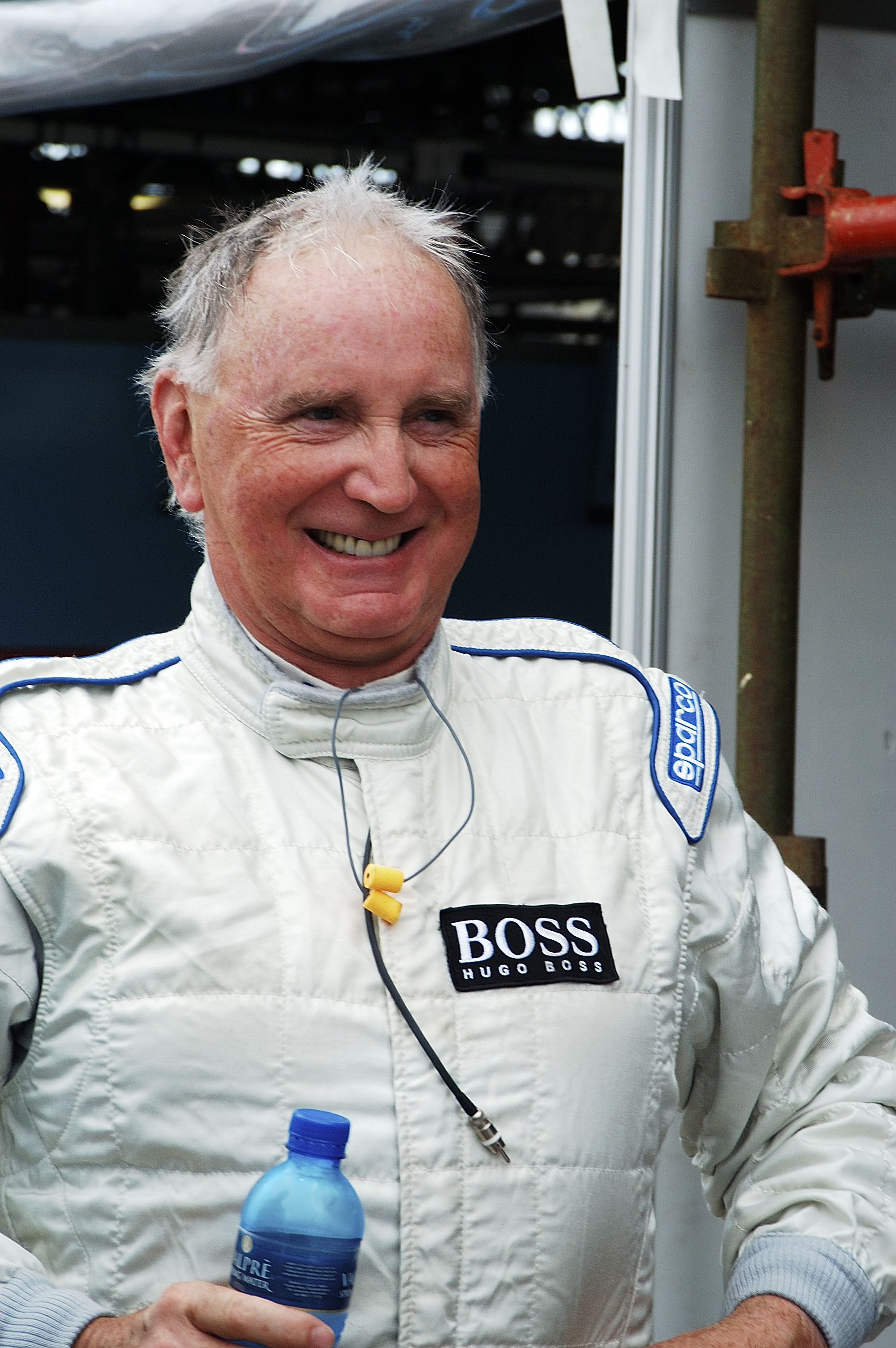
John Watson (* 1946)

- Watson, John (* 1947), britischer Radrennfahrer
- Watson, John, britischer Filmproduzent, Drehbuchautor und Filmregisseur
- Watson, John B. (1878–1958), amerikanischer Psychologe
- Watson, John L. (* 1951), US-amerikanischer Schachspieler und -autor
- Watson, John S. (* 1956), US-amerikanischer Manager
- Watson, John William Clark (1808–1890), US-amerikanischer Politiker
- Watson, Johnny Guitar (1935–1996), US-amerikanischer Gitarrist und Pianist (Blues, Soul, Funk, Fusion)
- Watson, Josh (* 1977), australischer Schwimmer
- Watson, Judy (* 1959), australische Bildhauerin
- Watson, Karis (* 1992), US-amerikanische Volleyballspielerin
- Watson, Karl Friedrich (1777–1826), deutschbaltischer Pastor in Lesten
- Watson, Kate, US-amerikanische Schauspielerin, Drehbuchautorin und Ballerina
- Watson, Katherine, britische Konzert- und Opernsängerin der Stimmlage Sopran
- Watson, Keith (* 1989), schottischer Fußballspieler
- Watson, Kelcey (* 1977), US-amerikanischer Schauspieler und Synchronsprecher
- Watson, Kenneth (1921–2023), US-amerikanischer Physiker
- Watson, Lachlan (* 2001), US-amerikanische SchauspielerinLachlan Watson (* 2001)

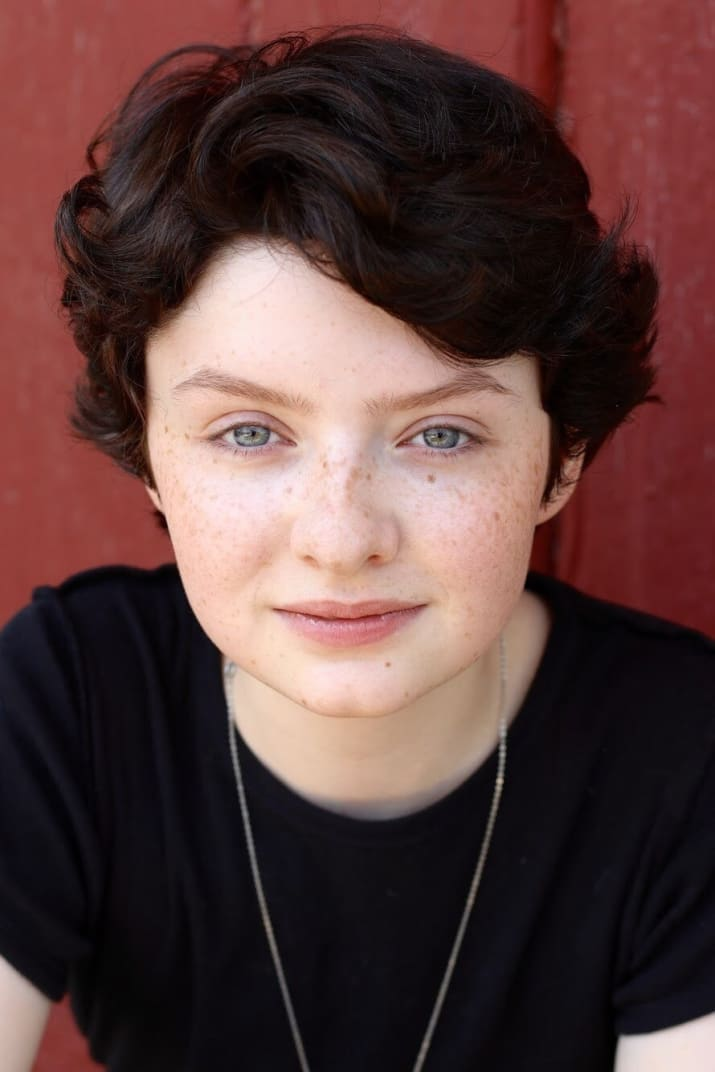
Lachlan Watson (* 2001)

- Watson, Laurel (1911–2001), amerikanische Blues- und Jazzsängerin
- Watson, Leo (1898–1950), amerikanischer Jazz-Sänger und Pianist
- Watson, Leroy (* 1965), britischer Bogenschütze
- Watson, Leroy H. (1893–1975), US-amerikanischer Offizier, Generalmajor der US-Army
- Watson, Lewis (1895–1961), US-amerikanischer Langstreckenläufer
- Watson, Lewis Findlay (1819–1890), US-amerikanischer Politiker
- Watson, Lilian (1857–1918), englische Tennisspielerin
- Watson, Lillian (* 1950), US-amerikanische Schwimmerin
- Watson, Linda (* 1955), simbabwische Hockeyspielerin
- Watson, Linda (* 1960), US-amerikanische Opernsängerin der Stimmlage Sopran
- Watson, Lorna (* 1977), britische Schauspielerin und Moderatorin
- Watson, Lorraine (* 1985), schottische Fußballschiedsrichterin
- Watson, Lucile (1879–1962), US-amerikanisch-kanadische Schauspielerin
- Watson, Lynne (* 1952), australische Schwimmerin
- Watson, Mark (* 1952), US-amerikanischer Wirtschaftswissenschaftler und Hochschullehrer
- Watson, Mark (* 1980), englischer Komiker und Autor
- Watson, Martha (* 1946), US-amerikanische Weitspringerin und Sprinterin
- Watson, Mary (1856–1933), britische Chemikerin
- Watson, Mary (1860–1881), australische Volksheldin
- Watson, Mary (* 1975), südafrikanische Autorin
- Watson, Mary Spencer (1913–2006), britische Bildhauerin
- Watson, Matthias Friedrich (1732–1805), deutscher Lehrer
- Watson, Maud (1864–1946), englische Tennisspielerin
- Watson, Maureen (1931–2009), australische Aktivistin, Autorin, Sängerin und Schauspielerin
- Watson, Michael (1623–1665), deutscher Historiker, Philosoph, Philologe, Politologe und Hochschullehrer
- Watson, Michael (* 1949), schottischer Politiker (Labour Party), Mitglied des House of Commons
- Watson, Michael (* 1965), britischer Boxsportler
- Watson, Mike (* 1984), kanadischer Pokerspieler
- Watson, Mills (* 1940), US-amerikanischer Schauspieler
- Watson, Minor (1889–1965), US-amerikanischer Schauspieler
- Watson, Mona Chalmers (1872–1936), britische Ärztin und Leiterin des Women’s Army Auxiliary Corps
- Watson, Moray (1928–2017), britischer Schauspieler
- Watson, Muse (* 1948), US-amerikanischer SchauspielerMuse Watson (* 1948)

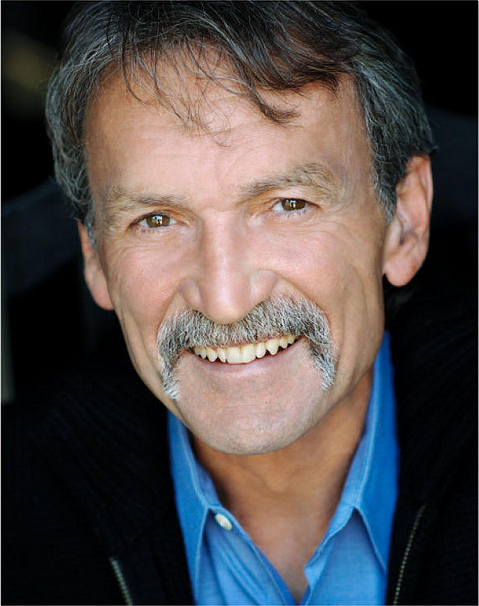
Muse Watson (* 1948)

- Watson, Patrick (* 1979), kanadischer Musiker
- Watson, Patty Jo (1932–2024), US-amerikanische Archäologin und Anthropologin
- Watson, Paul (* 1950), kanadisch-amerikanischer Hochschullehrer, Gründer von Sea Shepherd
- Watson, Paul (* 1962), britischer Radrennfahrer
- Watson, Paul (* 1990), schottischer Fußballspieler
- Watson, Paul Joseph (* 1982), englischsprachiger konservativer YouTuber, Radiomoderator, Autor und Verschwörungstheoretiker
- Watson, Peter (1908–1956), englischer Kunstsammler und Mäzen
- Watson, Peter (* 1936), australischer anglikanischer Bischof
- Watson, Peter (* 1943), britischer Kunsthistoriker und KrimiautorPeter Watson (* 1943)

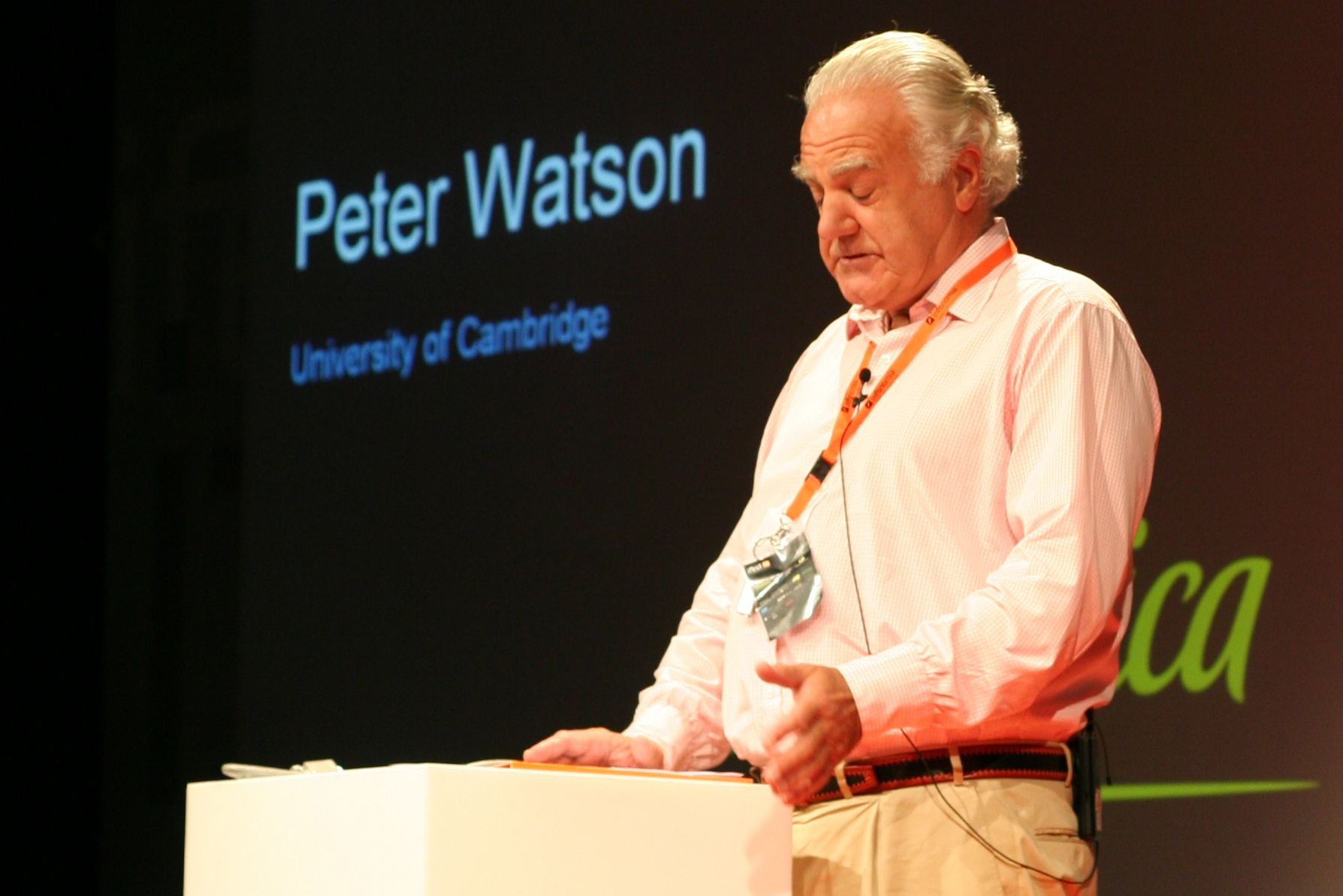
Peter Watson (* 1943)

- Watson, Peter (* 1947), australischer Mittelstreckenläufer
- Watson, Phebe Naomi (1876–1964), australische Pädagogin und Lehrerausbilderin
- Watson, Phil (1914–1991), kanadischer Eishockeyspieler und -trainer
- Watson, Phoebe Holcroft (1898–1980), britische Tennisspielerin
- Watson, Rachel (* 1991), australische Fernsehschauspielerin
- Watson, Ray (1898–1974), US-amerikanischer Mittelstrecken- und Hindernisläufer
- Watson, Richard (1737–1816), englischer anglikanischer Theologe, Bischof und Chemiker
- Watson, Robert (* 1948), britischer Chemiker, Umwelt- und Klimaforscher
- Watson, Robert (* 1977), britischer Informatiker
- Watson, Rohan (* 2002), jamaikanischer Sprinter
- Watson, Roland, südafrikanischer Squashspieler
- Watson, Ross (* 1962), australischer Maler
- Watson, Russell (* 1966), englischer Sänger (Tenor)
- Watson, Ryan (* 1981), italo-kanadischer Eishockeyspieler
- Watson, Sage (* 1994), kanadische Hürdenläuferin
- Watson, Samantha (* 1999), US-amerikanische Leichtathletin (Mittelstreckenläuferin)
- Watson, Samuel (* 2001), britischer Radrennfahrer
- Watson, Samuel (* 2006), US-amerikanischer Sportkletterer
- Watson, Sereno (1826–1892), nordamerikanischer Botaniker
- Watson, Shannon (* 1995), britische Schauspielerin
- Watson, Shari (* 1986), barbadische Badmintonspielerin
- Watson, Sheila (1909–1998), kanadische Schriftstellerin, Kritikerin, Verlegerin und Dozentin
- Watson, Stanley (1926–1978), britischer Jazzmusiker (Gitarre, Komposition)
- Watson, Stanley (* 1943), US-amerikanischer Neurowissenschaftler und Psychiater
- Watson, Steve (* 1971), britischer Schriftsteller
- Watson, Steve (* 1974), englischer Fußballspieler
- Watson, Susan Kelechi (* 1981), amerikanische SchauspielerinSusan Kelechi Watson (* 1981)

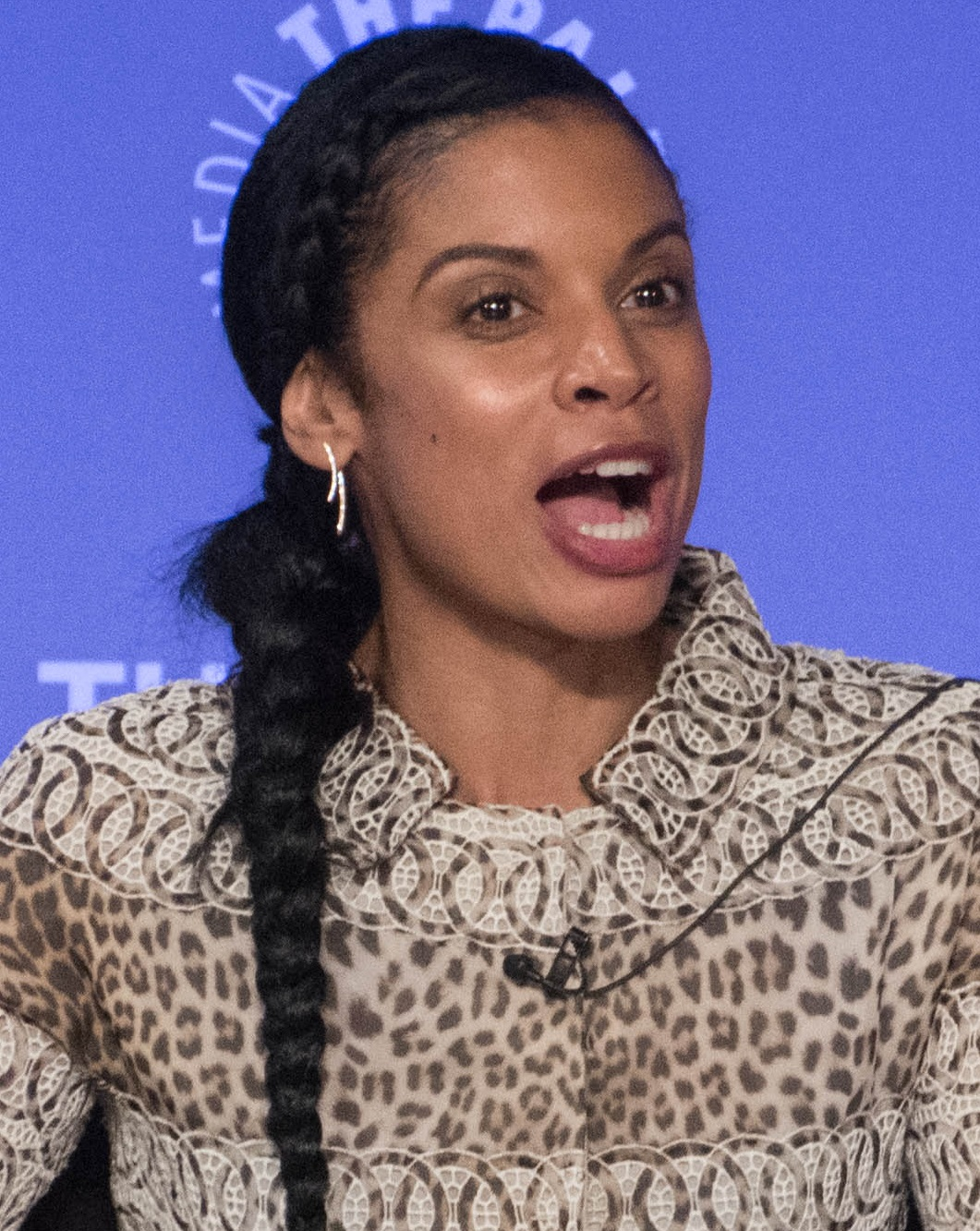
Susan Kelechi Watson (* 1981)

- Watson, Thomas († 1592), englischer Dichter des elisabethanischen Zeitalters
- Watson, Thomas († 1686), englischer nonkonformistischer (puritanischer) Geistlicher und Autor
- Watson, Thomas A. (1854–1934), US-amerikanischer Buchhalter und Mechaniker
- Watson, Thomas E. (1856–1922), US-amerikanischer Politiker (Populist Party, später: Demokratische Partei)
- Watson, Thomas E. (1892–1968), US-amerikanischer Generalleutnant des United States Marine Corps
- Watson, Thomas J. (1874–1956), US-amerikanischer UnternehmerThomas J. Watson (1874–1956)

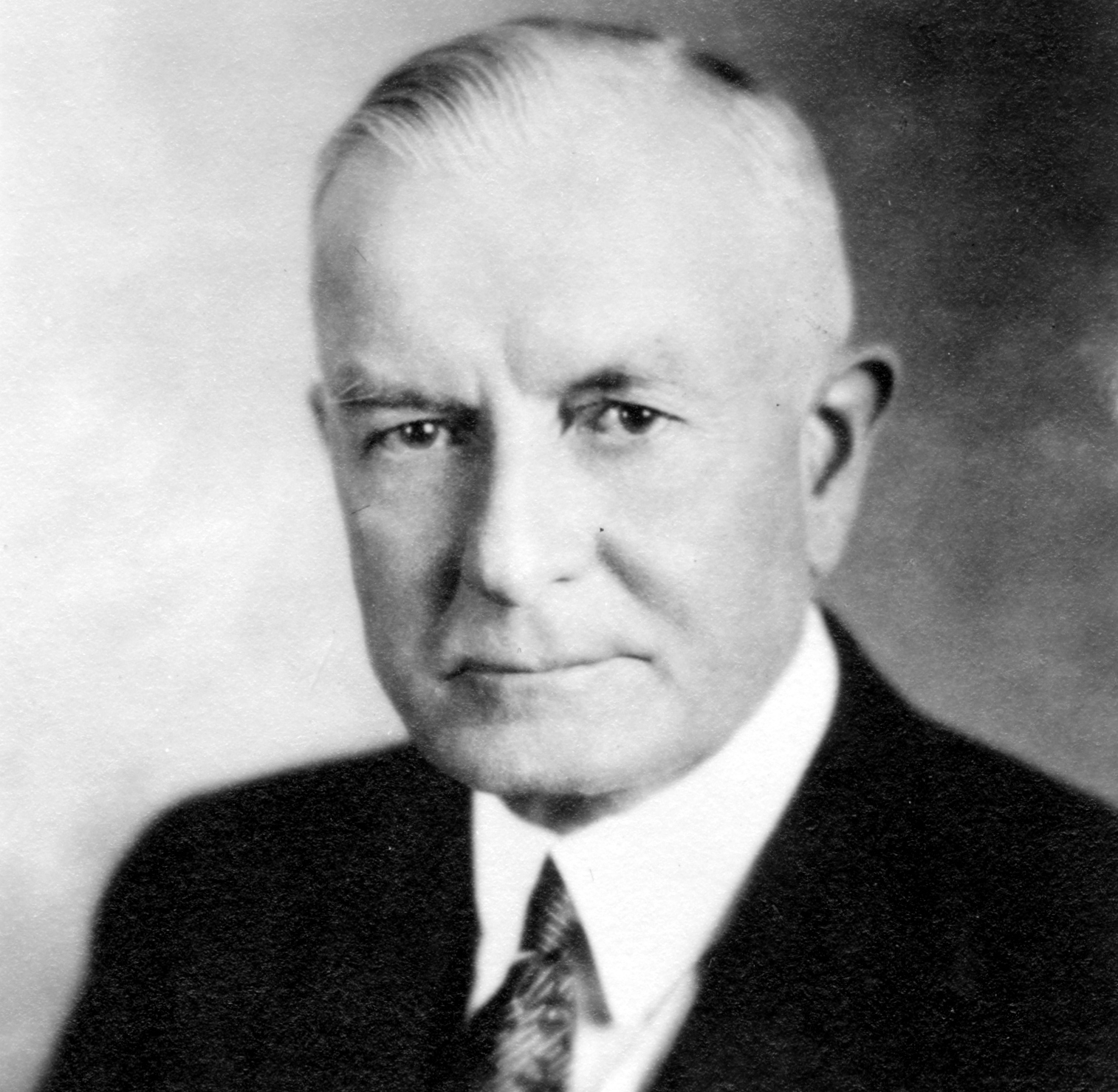
Thomas J. Watson (1874–1956)

- Watson, Thomas J. Jr. (1914–1993), US-amerikanischer Manager, IBM-Chef (1952–1971)
- Watson, Tom (1859–1915), englischer Fußballtrainer
- Watson, Tom (* 1949), US-amerikanischer Golfsportler
- Watson, Tom (* 1967), britischer Politiker (Labour Party), Mitglied des House of Commons
- Watson, Tony II (* 1990), US-amerikanischer Basketballspieler
- Watson, Vic (1897–1988), englischer Fußballspieler
- Watson, W. Marvin (1924–2017), US-amerikanischer Politiker
- Watson, Wah Wah (1950–2018), US-amerikanischer Funk- und Fusiongitarrist
- Watson, Waldon O. (1907–1986), US-amerikanischer Tontechniker
- Watson, Walter Allen (1867–1919), US-amerikanischer Politiker
- Watson, White (1760–1835), britischer Geologe und Bildhauer
- Watson, William (1715–1787), englischer Apotheker, Arzt und Naturforscher
- Watson, William (1917–2007), britischer Kunsthistoriker vor allem für ostasiatische Kunst
- Watson, William (1938–1997), US-amerikanischer Schauspieler
- Watson, William J. (1865–1948), schottischer Toponomast
- Watson, William N. (* 1962), englischer Schachspieler
- Watson, William T. (1849–1917), US-amerikanischer Politiker
- Watson, William, Baron Thankerton (1873–1948), schottisch-britischer Jurist und Politiker (Unionist Party)
- Watson, William, Baron Watson (1827–1899), schottisch-britischer Jurist und Politiker (Conservative Party), Mitglied des House of Commons
- Watson, Willie (1920–2004), englischer Fußballspieler, Fußballtrainer und Cricketspieler
- Watson, Wylie (1889–1966), britischer Schauspieler
- Watson-Brawn, Dylan (* 1993), kanadischer Koch
- Watson-Johnson, Vernee (* 1954), US-amerikanische Filmschauspielerin, Schauspielerin, Sprecherin und Fernsehschauspielerin
- Watson-Jones, Reginald (1902–1972), britischer Chirurg und Herausgeber
- Watson-Miller, Patricia (* 1965), britische Motorrad-Rallye-Raid-Fahrerin
- Watson-Schütze, Eva (1867–1935), amerikanische Malerin und Fotografin
- Watson-Watt, Robert (1892–1973), schottischer Physiker
- Watson-Wentworth, Charles, 2. Marquess of Rockingham (1730–1782), britischer Premierminister
- Watson-Williams, Patrick (1863–1938), britischer Arzt

#### Watsu
- Watsuji, Tetsurō (1889–1960), japanischer Philosoph
- Watsuki, Nobuhiro (* 1970), japanischer Mangaka

### Watt
- Watt, Unterkönig in Sussex
- Watt, Adrian (* 1947), US-amerikanischer Skispringer
- Watt, Alan (1901–1988), australischer Diplomat
- Watt, Andrew (* 1990), US-amerikanischer Musiker, Songwriter und Musikproduzent
- Watt, Ben (* 1962), britischer Musiker
- Watt, Bob (1927–2010), kanadischer Eishockeyspieler
- Watt, Castor (1858–1932), deutscher Verwandlungskünstler (Quick-Change-Artist)
- Watt, Derek (* 1992), US-amerikanischer American-Football-Spieler
- Watt, Donald Cameron (1928–2014), britischer Historiker und Hochschullehrer
- Watt, Fiona M. (* 1956), britische Zellbiologin
- Watt, Harry (1906–1987), britischer Regisseur beim Dokumentar- und Spielfilm
- Watt, Hektor von († 1474), Schweizer Kaufmann und Bürgermeister
- Watt, Ian (1916–1988), britischer Diplomat
- Watt, Ian (1917–1999), britischer Literaturkritiker, Literaturhistoriker und Hochschullehrer
- Watt, J. J. (* 1989), US-amerikanischer American-Football-Spieler
- Watt, James (1736–1819), schottischer ErfinderJames Watt (1736–1819)

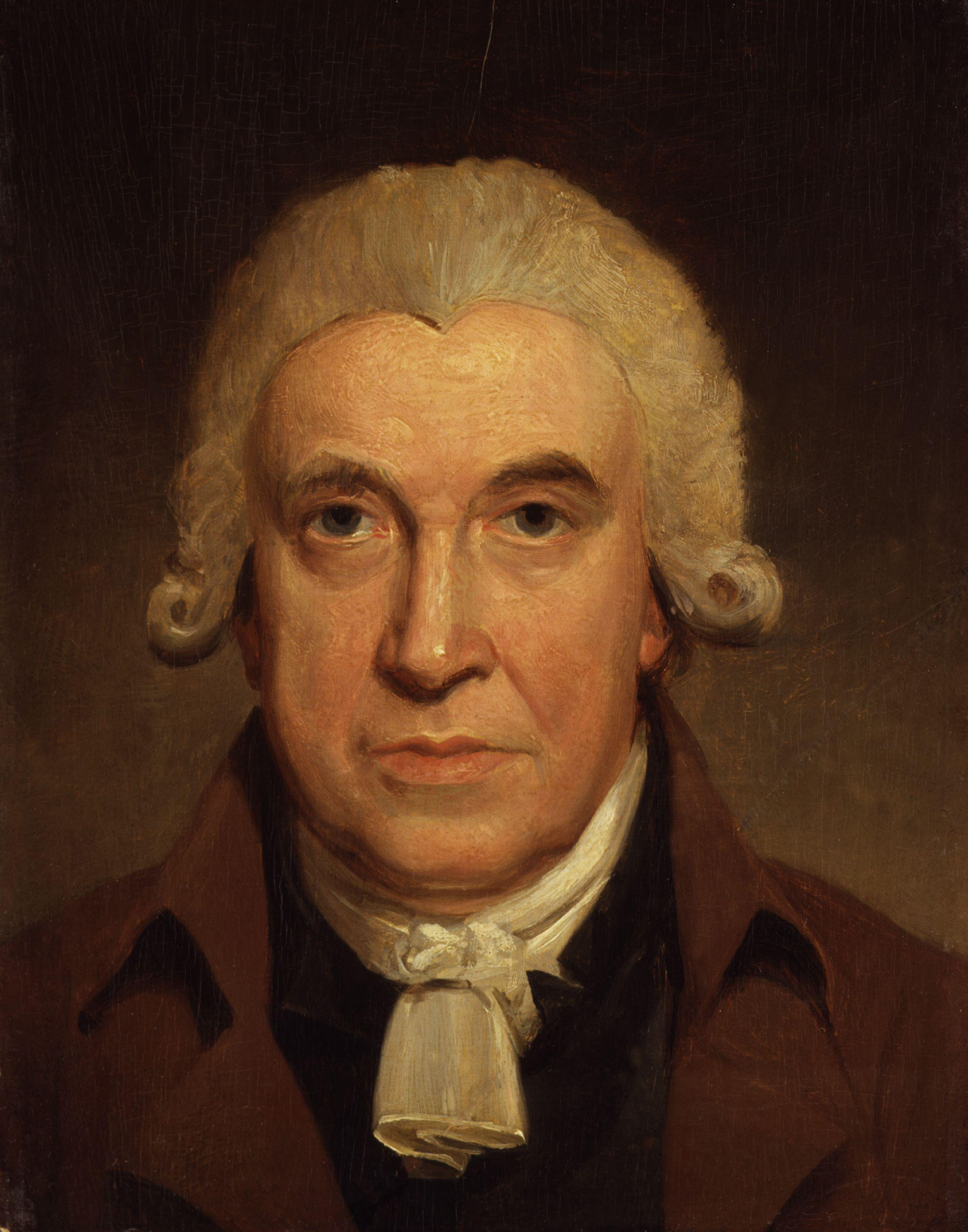
James Watt (1736–1819)

- Watt, James (* 2000), neuseeländischer Tennisspieler
- Watt, James G. (1938–2023), US-amerikanischer Politiker (Republikanische Partei)
- Watt, Jason (* 1970), dänischer Rennfahrer
- Watt, Jim (* 1948), britischer Boxer
- Watt, Kathy (* 1964), australische Radsportlerin und Fotografin
- Watt, Kealia (* 1992), US-amerikanische Fußballspielerin
- Watt, Luke (* 1997), schottischer Fußballspieler
- Watt, Mark (* 1996), schottischer Cricketspieler
- Watt, Maureen (* 1951), schottische Politikerin und Mitglied der Scottish National Party (SNP)
- Watt, Mel (* 1945), US-amerikanischer Politiker
- Watt, Michael (* 1964), irischer Badmintonspieler
- Watt, Michael (* 1970), schottischer Fußballspieler
- Watt, Mike (* 1957), amerikanischer Musiker und Produzent
- Watt, Mitchell (* 1988), australischer Weitspringer
- Watt, Paul von († 1505), Prinzenerzieher; Kanzler des Hochmeisters des Deutschen Ordens; Bischof von Samland
- Watt, Redmond (* 1950), britischer Heeresoffizier, General
- Watt, Rory, neuseeländischer Squashspieler
- Watt, Ruth (* 1949), britische Hochspringerin, Weitspringerin und Sprinterin
- Watt, Sanchez (* 1991), englischer Fußballspieler
- Watt, Sandra (* 1973), schottische Badmintonspielerin
- Watt, T. J. (* 1994), US-amerikanischer American-Football-SpielerT. J. Watt (* 1994)

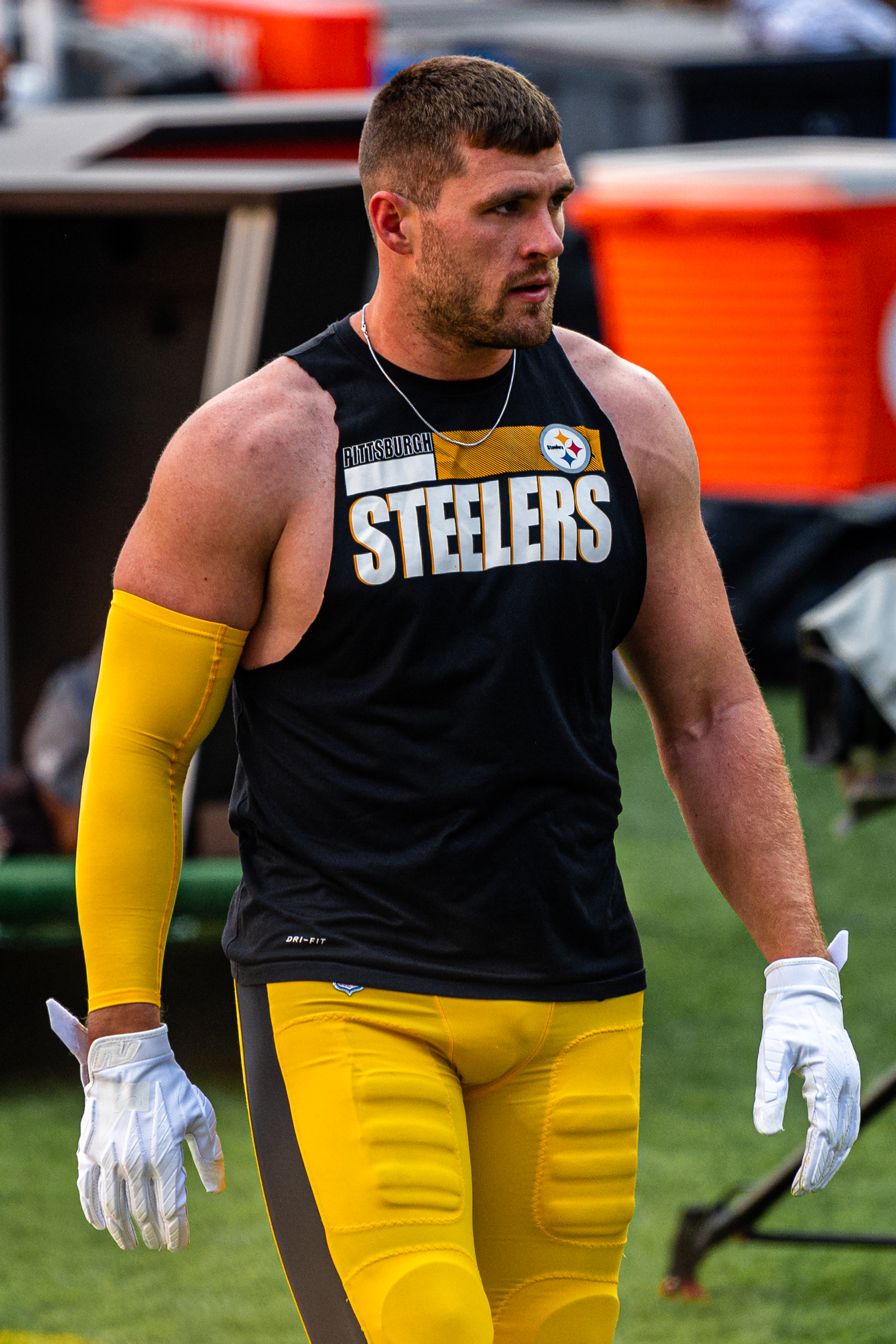
T. J. Watt (* 1994)

- Watt, Tom (* 1935), kanadischer Eishockeytrainer
- Watt, Tony (* 1993), schottischer Fußballspieler
- Watt, William Montgomery (1909–2006), britischer Islamwissenschaftler
- Watt-Boolsen, Bjørn (1923–1998), dänischer Schauspieler, Theaterleiter und Regisseur
- Watt-Cloutier, Sheila (* 1953), kanadische Inuit-Aktivistin
- Watt-Evans, Lawrence (* 1954), US-amerikanischer Science-Fiction-Autor
- Watt-Roy, Garth (* 1947), britisch-indischer Sänger, Gitarrist und Songwriter
- Watt-Roy, Norman (* 1951), britischer Musiker, Arrangeur und Komponist
- Wattana Klomjit (* 1999), thailändischer Fußballspieler
- Wattana Playnum (* 1989), thailändischer Fußballspieler
- Wattana, James (* 1970), thailändischer Snookerspieler
- Wattanachai Srathongjan (* 1991), thailändischer Fußballspieler
- Wattanakorn Sawatlakhorn (* 1998), thailändischer Fußballspieler
- Wattanasupt Jarernsri (* 1989), thailändischer Fußballspieler
- Wattar, at-Tahir (1936–2010), algerischer Schriftsteller und Journalist
- Wattaul, Anton (* 1957), österreichischer Unternehmer und Politiker (FPÖ, BZÖ), Abgeordneter zum Nationalrat
- Watteau, Antoine (1684–1721), französischer MalerAntoine Watteau (1684–1721)

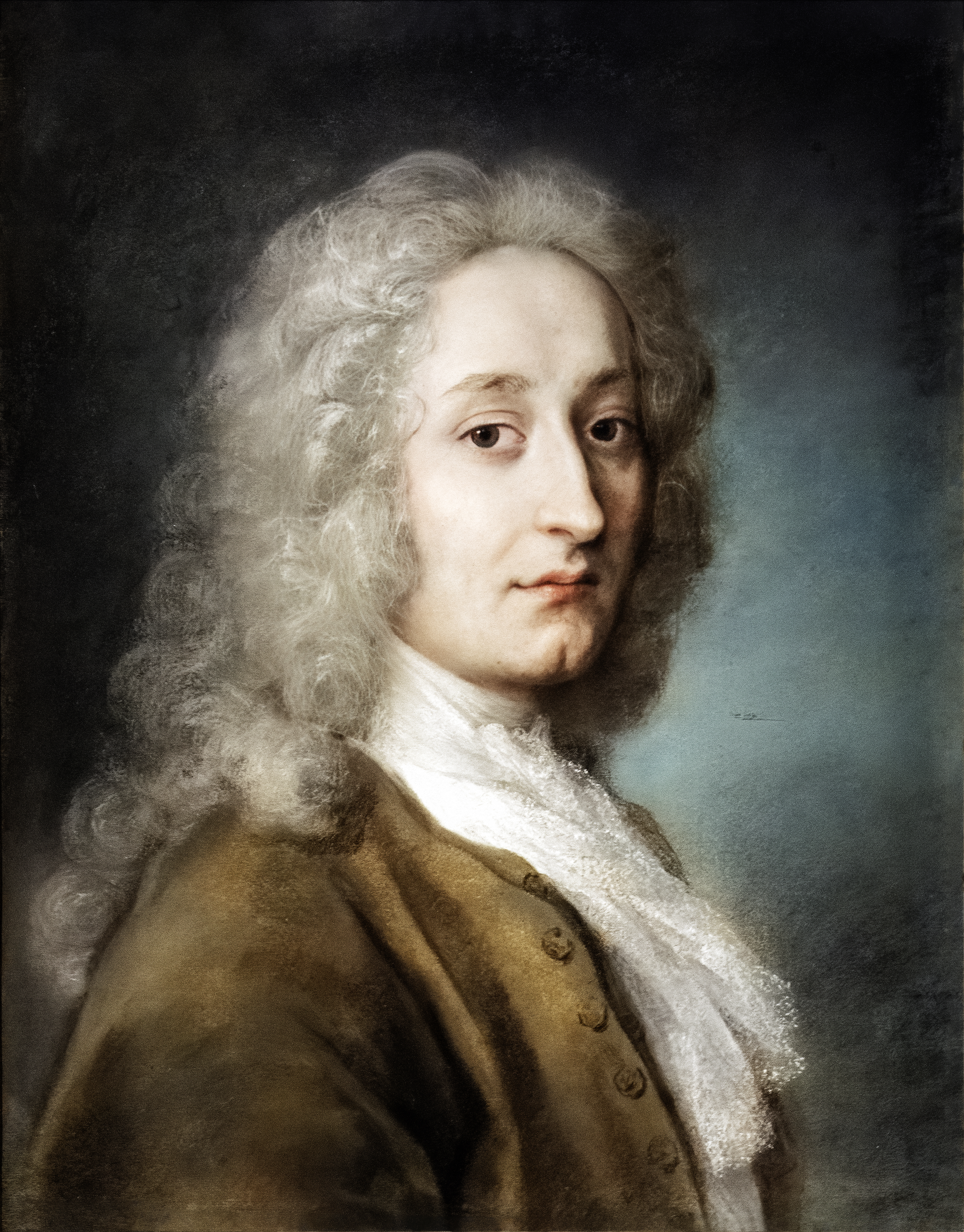
Antoine Watteau (1684–1721)

- Wattebled, Robert (* 1946), französischer Geistlicher, emeritierter römisch-katholischer Bischof von Nîmes
- Wattel, Marie (* 1997), französische Schwimmerin
- Wattelier, Antony (1880–1914), französischer Radrennfahrer
- Wattelier, Édouard (1876–1957), französischer Radrennfahrer
- Watten, Dustin (* 1986), US-amerikanischer Volleyballspieler
- Wattenbach, Wilhelm (1819–1897), deutscher Historiker
- Wattenberg, Albert (1917–2007), US-amerikanischer Physiker
- Wattenberg, Diedrich (1909–1996), deutscher Astronom und Publizist
- Wattenberg, Gerhard (1926–2016), deutscher Kommunalpolitiker (SPD), Landrat
- Wattenberg, Hermann (1901–1944), deutscher Chemiker und Meereskundler
- Wattenberg, Jürgen (1900–1995), deutscher Marineoffizier und U-Boot-Kommandant im Zweiten Weltkrieg
- Wattendorf, Elise (* 1961), Schweizer Mittel- und Langstreckenläuferin
- Wattendorff, Heinrich (1845–1909), deutscher Politiker (Zentrum), MdR
- Wattendorff, Joachim (1928–2008), deutscher Biologe
- Wattenheim, Heilmann von († 1411), deutscher Priester, Stiftsdekan und Legat
- Wattenmaker, Richard J. (1941–2017), amerikanischer Kunsthistoriker und Museumsdirektor
- Wattenwyl, Albrecht Rudolf von (1789–1812), Schweizer Offizier aus dem Patriziergeschlecht Wattenwyl
- Wattenwyl, Alexander Ludwig von (1714–1780), Schweizer Historiker und Politiker
- Wattenwyl, Anna von (1841–1927), Schweizer Pionierin der Heilsarmee
- Wattenwyl, Bernhard Perceval von (1877–1924), Schweizer Grosswildjäger
- Wattenwyl, Dani von (* 1972), Schweizer Radio- und Fernsehmoderator, Schauspieler und Schriftsteller
- Wattenwyl, Eduard von (1815–1890), Schweizer evangelischer Geistlicher
- Wattenwyl, Eduard von (1820–1874), Schweizer Jurist, Gutsbesitzer, Politiker und Historiker
- Wattenwyl, Friedrich Moritz von (1867–1942), Schweizer Generalstabsoffizier
- Wattenwyl, Friedrich von (1700–1777), Berner Patrizier, Schweizer Gutsverwalter und Bischof der Herrnhuter Brüdergemeine
- Wattenwyl, Hans Jakob von (1506–1560), Schultheiss von Bern
- Wattenwyl, Jakob von (1466–1525), Schweizer Politiker
- Wattenwyl, Johann von (1541–1604), Schultheiss der Stadt Bern
- Wattenwyl, Karl Emanuel von († 1754), Schweizer Jurist und Schultheiss von Bern
- Wattenwyl, Katharina Franziska von (1645–1714), Schweizer Adelige und Spionin
- Wattenwyl, Ludwig von († 1740), Schweizer Politiker und Militärperson
- Wattenwyl, Moussia von (* 1971), Schweizer Politiker (GPS)
- Wattenwyl, Niklaus Rudolf von (1760–1832), Schweizer Militär, General
- Wattenwyl, Niklaus von (1492–1551), Schweizer Propst, Domherr, Priester, Jurist und Politiker
- Wattenwyl, Niklaus von (1695–1783), Schweizer Bankier, Pietist und Mitglied der Herrnhuter Brüdergemeine
- Wattenwyl, Peter von (1942–2014), Schweizer Plastiker und Maler
- Wattenwyl, Sophie von (1793–1854), Berner Patrizierin
- Wattenwyl, Stewy von (* 1962), Schweizer Jazzmusiker (Piano, Musikpädagoge)
- Wattenwyl, Vivienne von (1900–1957), schweizerisch-britische Reiseschriftstellerin und Fotografin
- Wattenwyl-de Portes, Eliza von (1812–1914), Schweizer Frauenrechtlerin
- Watter, Hans von (1903–1945), deutscher Verwaltungsbeamter
- Watter, Helene von (1895–1972), deutsche Medizinerin und Politikerin (DNVP), MdL
- Watter, Joseph (1838–1913), deutscher Genremaler und Illustrator
- Watter, Karl von (1833–1901), württembergischer Generalleutnant
- Watter, Oskar von (1861–1939), deutscher GeneralleutnantOskar von Watter (1861–1939)

Oskar von Watter (1861–1939)

- Watter, Rolf (* 1958), Schweizer Anwalt und Jurist
- Watter, Theodor von (1856–1922), württembergischer General der Infanterie im Ersten Weltkrieg
- Watter, Tim (* 1991), Schweizer Snowboarder
- Watterich, Johann Matthias (1826–1904), deutscher römisch-katholischer Theologe und Historiker
- Watteroth, Heinrich Joseph (1756–1819), deutsch-österreichischer Rechtswissenschaftler und Hochschullehrer
- Watterott, Herbert (* 1941), deutscher SportjournalistHerbert Watterott (* 1941)

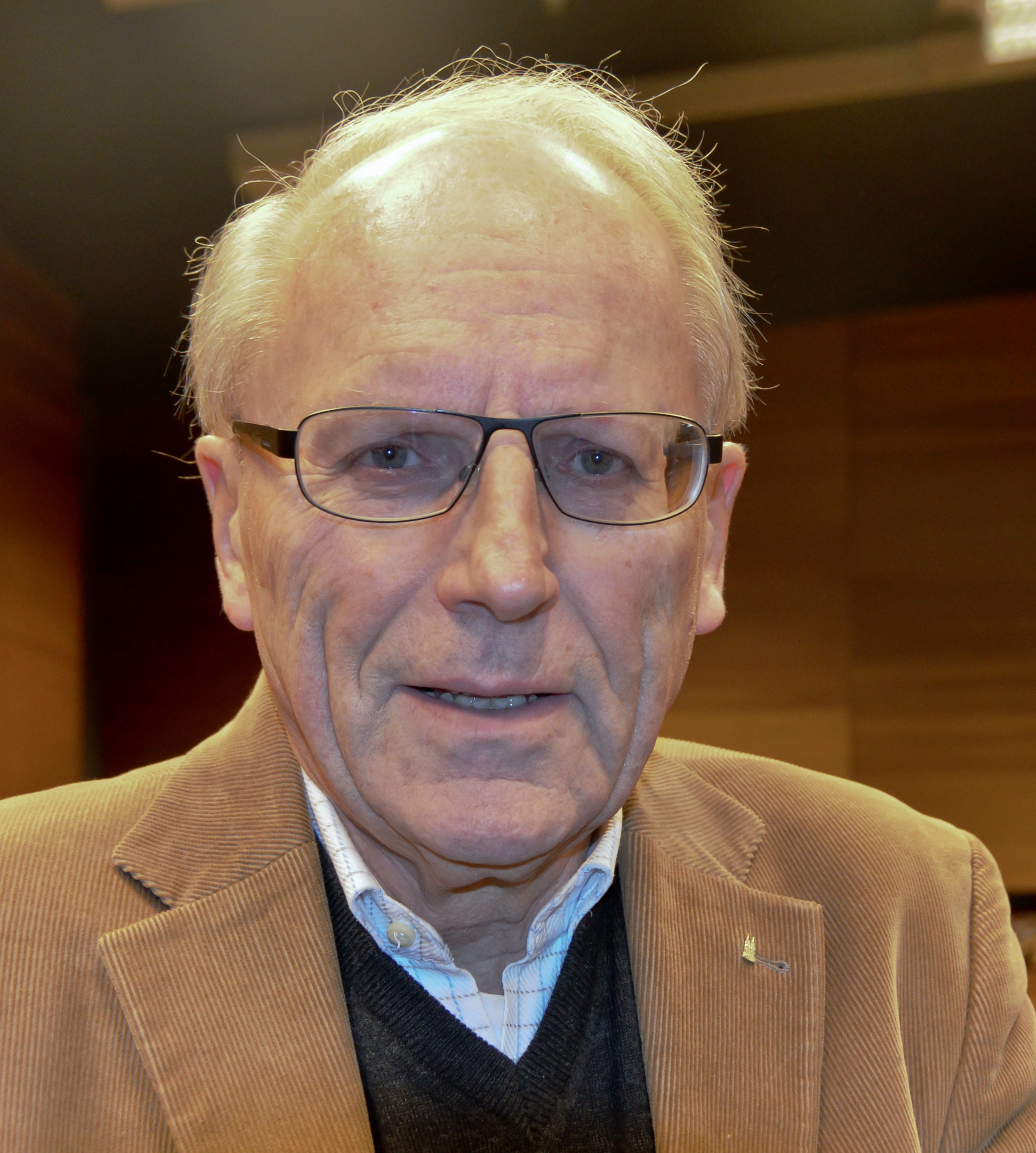
Herbert Watterott (* 1941)

- Watters, Ethan, US-amerikanischer Autor und Journalist
- Watters, George II (* 1949), US-amerikanischer Tontechniker
- Watters, Jesse (* 1978), US-amerikanischer Fernsehmoderator
- Watters, John (1903–1962), US-amerikanischer Mittelstreckenläufer
- Watters, John (* 1955), australischer Radrennfahrer
- Watters, Loras Joseph (1915–2009), US-amerikanischer Geistlicher, Bischof von Winona
- Watters, Lu (1911–1989), US-amerikanischer Jazz-Trompeter
- Watters, Mark (* 1955), US-amerikanischer Komponist
- Watters, Tim (* 1959), kanadischer Eishockeyspieler und -trainer
- Watterson, Bill (* 1958), US-amerikanischer Comiczeichner
- Watterson, Harvey Magee (1811–1891), US-amerikanischer Politiker
- Watterson, Henry (1840–1921), US-amerikanischer Politiker und Journalist
- Watterson, John Ambrose (1844–1899), US-amerikanischer Geistlicher, römisch-katholischer Bischof von Columbus
- Watterson, Mike (1942–2019), englischer Snookerspieler und -kommentator sowie Sportpromoter und -manager
- Watterston, George (1783–1854), Bibliothekar des US-Kongresses
- Watteville, Alix de (1889–1964), Schweizer Schriftstellerin
- Watteville, Benigna Justine von (1725–1789), deutsche Missionarin
- Watteville, Charles de (1605–1670), spanischer Diplomat
- Watteville, Jacques de (* 1951), Schweizer Diplomat
- Watteville, Jean Charles de (1628–1699), spanischer Militär, Gouverneur von Luxemburg und Vizekönig von Navarra
- Watteville, Jean de (1574–1649), französischer römisch-katholischer Geistlicher und Bischof von Lausanne
- Watteville, Johannes von (1718–1788), deutscher evangelischer Bischof und Missionar
- Watthanapong Tabutda (* 1987), thailändischer Fußballspieler
- Wattier, Johanna Cornelia, niederländische Schauspielerin
- Wattimena, Jermaine (* 1988), niederländischer DartspielerJermaine Wattimena (* 1988)

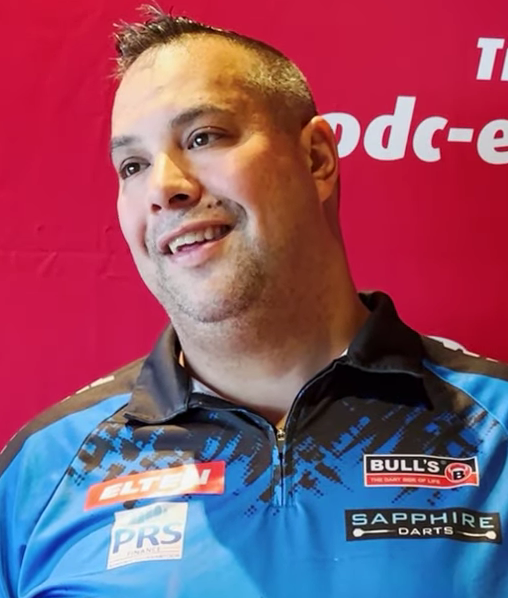
Jermaine Wattimena (* 1988)

- Wattin, Alexandre (* 1959), deutsch-französischer Diplomat, Reserveoffizier und Autor
- Wattis, Richard (1912–1975), englischer Schauspieler
- Wattjes, Jann (* 1992), deutscher Autor, Kabarettist und Poetry Slammer
- Wattler, Hans (1927–2008), deutscher Politiker (CDU) und Bürgermeister der Stadt Grevenbroich (1969–1979)
- Wattles, Wallace (1860–1911), amerikanischer Schriftsteller im Bereich der Neugeist-Bewegung
- Wattmann von Maëlcamp-Beaulieu, Joseph (1789–1866), österreichischer Chirurg
- Wattrang, Gustav († 1716), schwedischer Admiral
- Wättring, Malin (* 1987), schwedische Jazzmusikerin (Saxophon, Gitarre, Gesang, Komposition)
- Watts, Alan (1915–1973), britischer Philosoph der östlichen Philosophie und spiritueller LehrerAlan Watts (1915–1973)

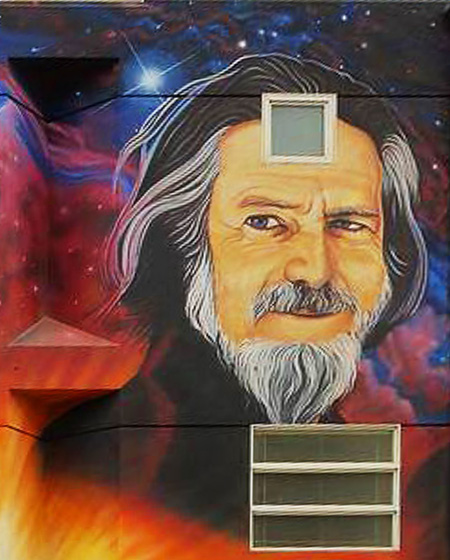
Alan Watts (1915–1973)

- Watts, Allen, niederländischer Produzent und DJ
- Watts, André (1946–2023), US-amerikanischer klassischer Pianist und Hochschullehrer
- Watts, Armon (* 1996), US-amerikanischer American-Football-Spieler
- Watts, Bernadette (* 1942), englische Illustratorin und Kinderbuchautorin
- Watts, Campbell (* 1995), australischer Ruderer
- Watts, Carol Anne (* 1987), US-amerikanische Schauspielerin und Filmproduzentin
- Watts, Caroline (1868–1919), britische Malerin
- Watts, Charlie (1941–2021), britischer Schlagzeuger, Mitglied der Rolling StonesCharlie Watts (1941–2021)

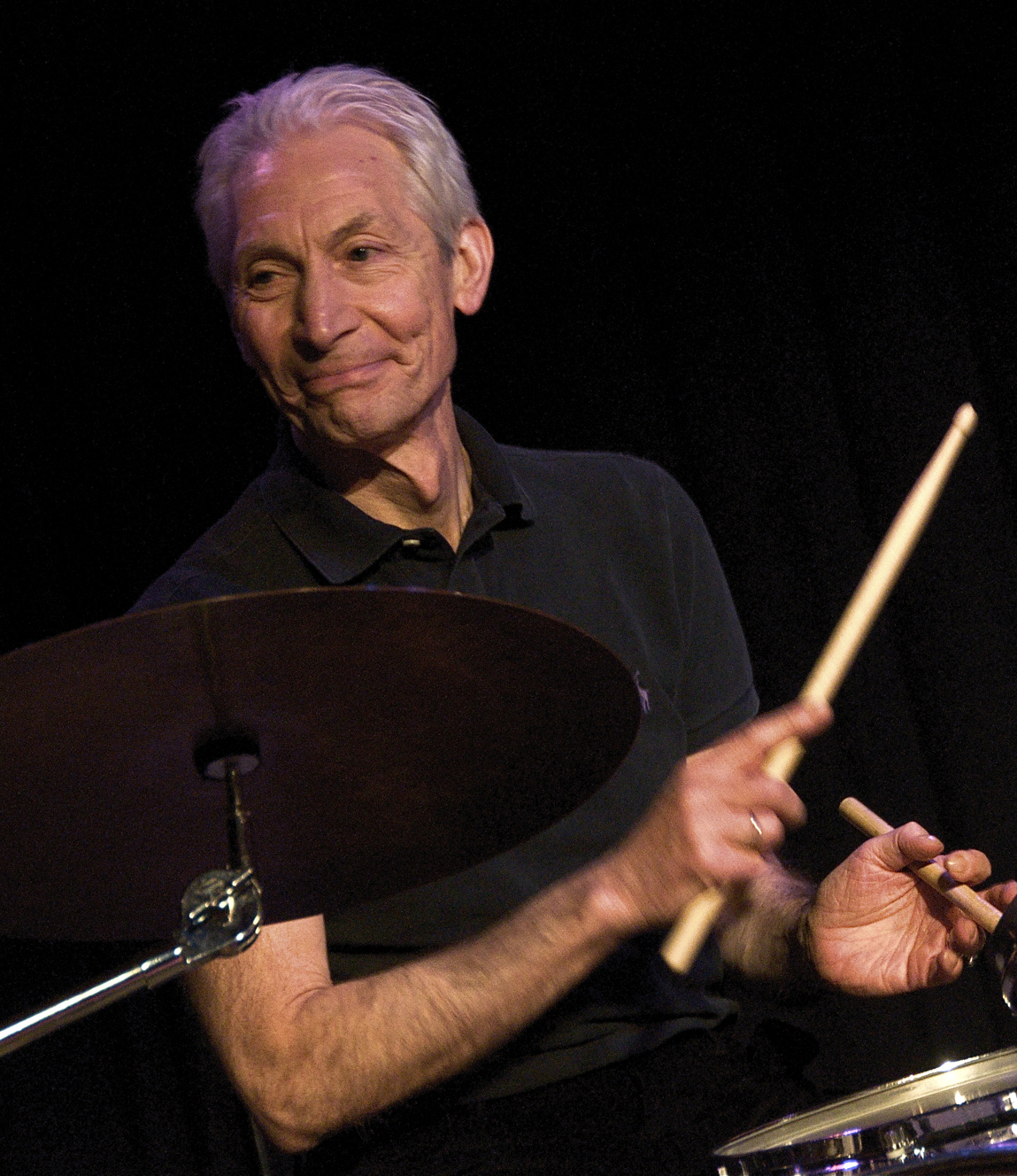
Charlie Watts (1941–2021)

- Watts, Charlotte, britische Szenenbildnerin und Artdirector
- Watts, Christopher (* 1983), norwegischer Snookerspieler
- Watts, Coral Eugene (1953–2007), US-amerikanischer Serienmörder
- Watts, Dane (* 1986), US-amerikanischer Basketballspieler
- Watts, Danièle (* 1985), US-amerikanische Schauspielerin
- Watts, Danny (* 1979), britischer Rennfahrer
- Watts, David (* 1932), englischer Spieleautor
- Watts, David (* 1992), australischer Ruderer
- Watts, Denis (1920–2005), britischer Weit- und Dreispringer, Leichtathletiktrainer
- Watts, Duncan (* 1971), australischer Physiker
- Watts, Edward, britischer Filmproduzent und Regisseur
- Watts, Edward Jay (* 1975), US-amerikanischer Althistoriker
- Watts, Ernie (* 1945), US-amerikanischer Jazz-Saxophonist und Flötist
- Watts, Frank (1929–1994), britischer Kameramann
- Watts, Frederick W. (1800–1870), englischer Landschaftsmaler
- Watts, Gene (* 1936), US-amerikanischer Posaunist
- Watts, George Frederic (1817–1904), englischer MalerGeorge Frederic Watts (1817–1904)

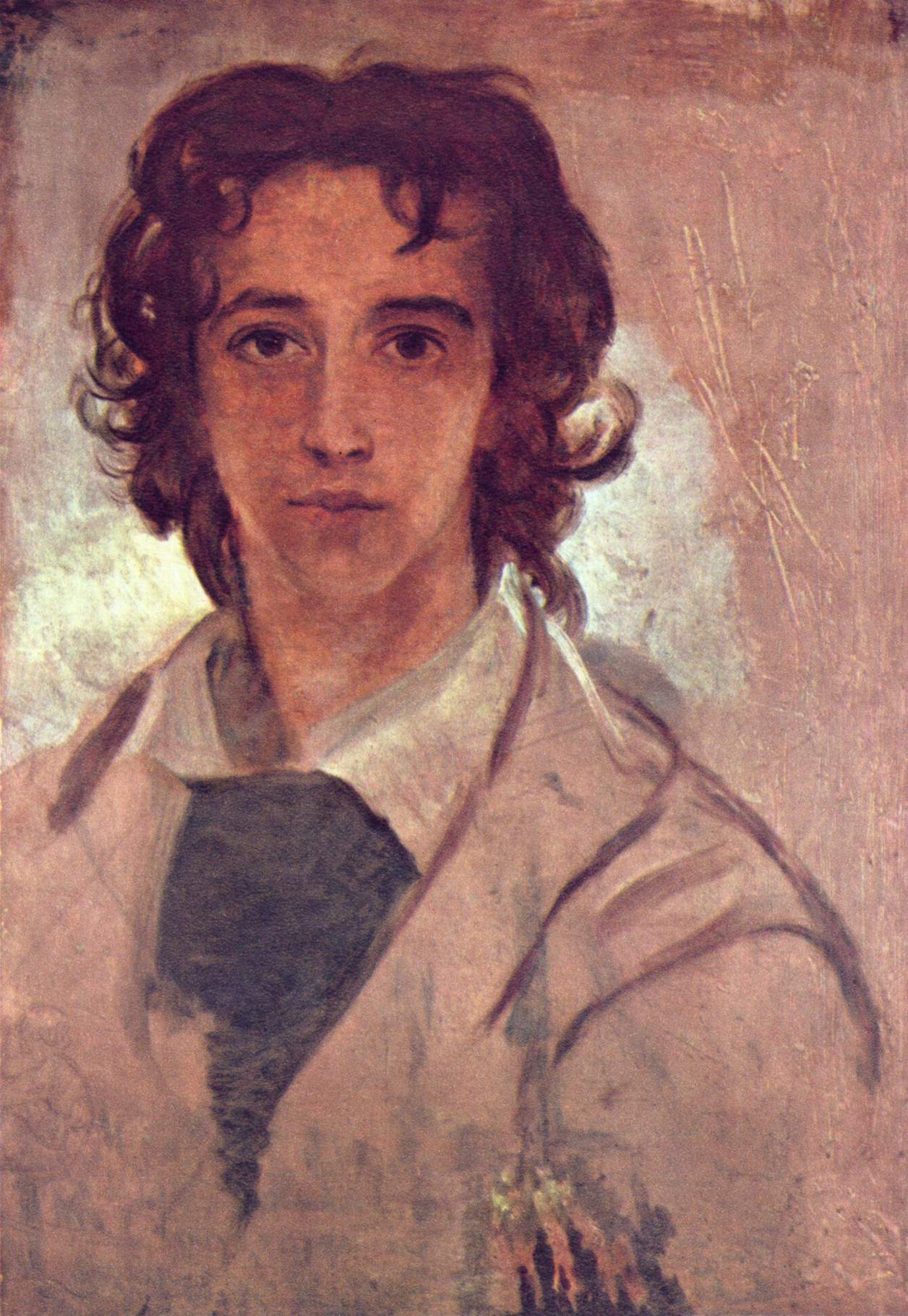
George Frederic Watts (1817–1904)

- Watts, Glyn (* 1949), britischer Eiskunstläufer
- Watts, Helen (1927–2009), walisische Opern- und Konzertsängerin (Alt)
- Watts, Helen Kirkpatrick (1881–1972), englisch-britische Suffragette
- Watts, Herbert (1858–1934), britischer Generalleutnant
- Watts, Isaac (1674–1748), britischer Kirchenlieddichter
- Watts, J. C. (* 1957), US-amerikanischer Politiker
- Watts, Jared (* 1992), US-amerikanischer Fußballspieler
- Watts, Jeff Tain (* 1960), amerikanischer Jazz-Schlagzeuger
- Watts, Johanna (* 1970), US-amerikanische Schauspielerin
- Watts, John (1749–1836), US-amerikanischer Rechtsanwalt, Richter und Politiker
- Watts, John (* 1939), britischer Diskuswerfer
- Watts, John (* 1954), britischer Sänger, Gitarrist und Dichter
- Watts, John C. (1902–1971), US-amerikanischer Politiker
- Watts, John Sebrie (1816–1876), US-amerikanischer Politiker
- Watts, Jon (* 1981), US-amerikanischer Regisseur, Drehbuchautor und Filmproduzent
- Watts, Kaitlyn (* 2001), neuseeländische Squashspielerin
- Watts, Margaret (1879–1950), britische Schriftstellerin, ebenso wie ihre Schwester Agatha Christie
- Watts, Mario (* 1975), jamaikanischer Hürdenläufer
- Watts, Marzette (1938–1998), US-amerikanischer Jazzmusiker und Komponist
- Watts, Naomi (* 1968), britisch-australische SchauspielerinNaomi Watts (* 1968)

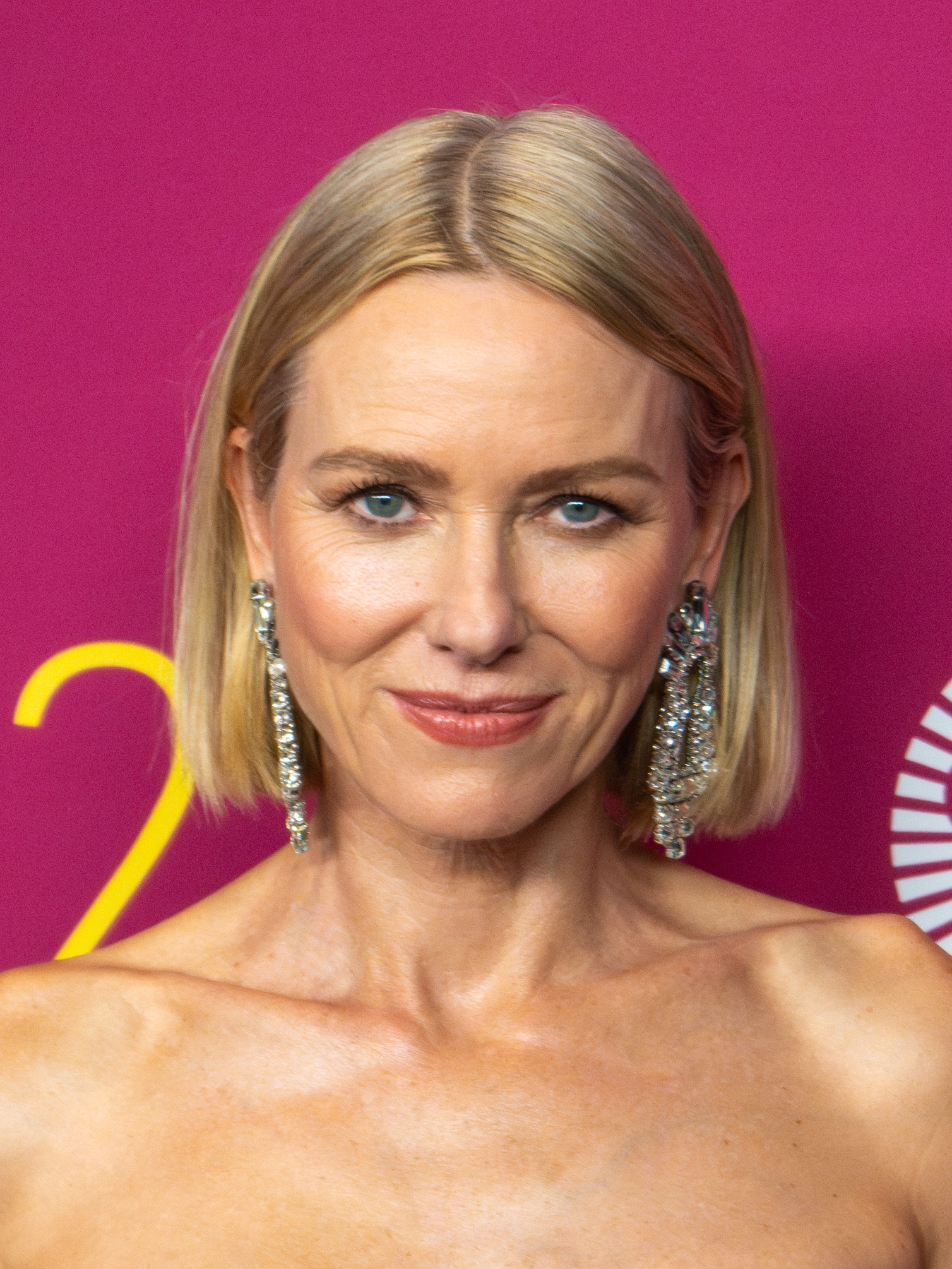
Naomi Watts (* 1968)

- Watts, Ouattara (* 1957), ivorisch-amerikanischer Maler
- Watts, Paul, britischer Filmeditor
- Watts, Peter (* 1958), kanadischer Schriftsteller und Meeresbiologe
- Watts, Peter Overend (1947–2017), englischer Musiker
- Watts, Philip (1846–1926), britischer Schiffsbauarchitekt
- Watts, Quincy (* 1970), US-amerikanischer Leichtathlet
- Watts, Ray (* 1970), österreichischer Sänger, Komponist, Produzent und Verleger
- Watts, Robert (1923–1988), US-amerikanischer Künstler und Bildhauer
- Watts, Robert (1938–2024), britischer Filmproduzent
- Watts, Ronald L. (* 1934), US-amerikanischer Offizier, Generalleutnant der US-Army
- Watts, Sanijay (* 1987), US-amerikanischer Basketballspieler
- Watts, Simon (* 1979), neuseeländischer Politiker der New Zealand National Party
- Watts, Theodore (1832–1914), englischer Dichter und Literaturkritiker
- Watts, Thomas (1811–1869), britischer Bibliothekar
- Watts, Thomas Hill (1819–1892), US-amerikanischer Politiker
- Watts, Trevor (* 1939), britischer Jazzmusiker
- Watts, William, englischer Handwerker und Erfinder
- Watts, William Whitehead (1860–1947), britischer Geologe
- Watts, Wilmer († 1943), US-amerikanischer Old-Time-Musiker
- Watty Urquidi, Ricardo (1938–2011), mexikanischer Ordensgeistlicher, römisch-katholischer Bischof

### Watu
- Watutin, Alexei Dmitrijewitsch (* 1992), russischer Tennisspieler
- Watutin, Nikolai Fjodorowitsch (1901–1944), sowjetischer ArmeegeneralNikolai Fjodorowitsch Watutin (1901–1944)

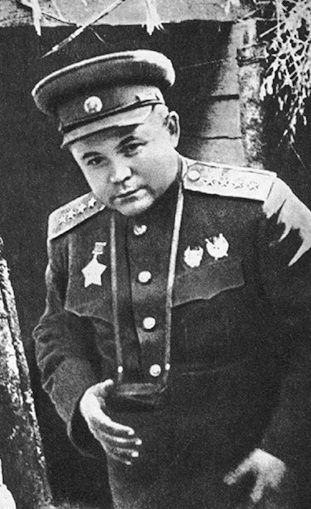
Nikolai Fjodorowitsch Watutin (1901–1944)

### Watz
- Watz, Franz (* 1949), Musiker und Komponist
- Watzal, Ludwig (* 1950), deutscher Politikwissenschaftler und Journalist
- Watzdorf, Bernhard von (1860–1921), sächsischer General der Infanterie
- Watzdorf, Christian Bernhard von (1804–1870), deutscher Richter, Staatsminister Sachsen-Weimar-Eisenach
- Watzdorf, Christian Heinrich von (1698–1747), sächsischer Hofbeamter, Domherr und Mäzen
- Watzdorf, Christoph Heinrich von (1670–1729), kursächsischer Hofbeamter und Rittergutsbesitzer
- Watzdorf, Curt von (1839–1881), deutscher Rittergutsbesitzer und Politiker, MdR
- Watzdorf, Erna von (1892–1976), deutsche Kunsthistorikerin
- Watzdorf, Friedrich von (1753–1809), königlich-sächsischer Kammerjunker, Appellationsrat und Hofrichter in Wittenberg
- Watzdorf, Gustav von (1818–1898), sächsischer Domherr und Politiker
- Watzdorf, Hans von (1857–1931), sächsischer Generalleutnant im Ersten Weltkrieg
- Watzdorf, Karl von (1759–1840), königlich-sächsischer Generalleutnant und Minister
- Watzdorf, Otto von (1801–1860), deutscher Jurist und Politiker, Mitglied der Frankfurter Nationalversammlung, MdL (Königreich Sachsen)
- Watzdorf, Otto von (1841–1898), deutscher Landschaftsdirektor und Landrat
- Watzdorf, Rudolph Friedrich Theodor von (1804–1880), deutscher Rittergutsbesitzer und Politiker, MdL (Königreich Sachsen)
- Watzdorf, Werner von (1836–1904), sächsischer Finanzminister
- Watzdorf-Bachoff, Erika von (1878–1963), deutsche Dichterin
- Watzek, Hans (1848–1903), österreichischer Kunstfotograf
- Watzek, Hans (* 1932), deutscher DBD-Funktionär, MdV, Minister für Land-, Forst- und Nahrungsgüterwirtschaft der DDR
- Watzek, Veronika (* 1985), österreichische Leichtathletin
- Watzel, Ralph (* 1961), deutscher Geologe
- Watzelhan, Carl (1867–1942), deutscher Porträt- und Landschaftsmaler
- Watzenrode, Lucas (1447–1512), Fürstbischof des Ermlandes
- Watzenrode, Lukas der Ältere (1400–1462), preußischer Handelsmann, Vater von Lucas Watzenrode (junior), Großvater von Nikolaus Kopernikus
- Watzik, Chris (* 1975), österreichischer Singer-Songwriter
- Watzinger, Carl (1877–1948), deutscher Klassischer Archäologe
- Watzinger, Carl Hans (1908–1994), österreichischer Autor und Journalist
- Watzinger, Herman (1916–1986), norwegischer Ingenieur
- Watzinger, Karl Otto (1913–2006), deutscher Verwaltungsjurist und beigeordneter Bürgermeister von Mannheim
- Watzka, Carlos (* 1975), österreichischer Soziologe und Historiker
- Watzka, Heinrich (* 1954), deutscher Philosoph, Professor für Philosophie
- Watzka, Maximilian (1905–1981), deutscher Anatom, Histologe und Hochschullehrer
- Watzka, Maximilian (* 1986), deutscher Fußballspieler
- Watzka, Sonja, österreichische Hörfunkmoderatorin, Sprecherin, Schauspielerin und Medientrainerin
- Watzka, Volker (1938–2025), deutscher Verwaltungsjurist, Politiker und Landrat
- Watzke, Ed (* 1951), österreichischer Mediator, Psychotherapeut und Autor
- Watzke, Gerhard (1922–2021), österreichischer Ruderer
- Watzke, Hans (1932–2014), deutscher Politiker (CDU), MdL
- Watzke, Hans-Joachim (* 1959), deutscher Unternehmer und FußballfunktionärHans-Joachim Watzke (* 1959)

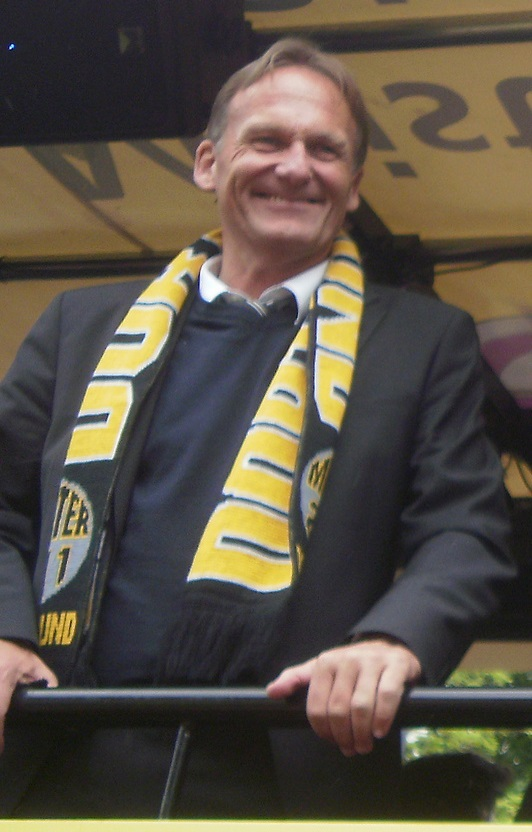
Hans-Joachim Watzke (* 1959)

- Watzke, Herbert (* 1954), österreichischer Mediziner, Basketballfunktionär und ehemaliger -spieler
- Watzke, Jürgen (1952–1997), deutscher Schauspieler, Theaterregisseur und Hörspielsprecher
- Watzke, Kurt (1920–2012), österreichischer Schwimmer und Ruderer
- Watzke, Michael (* 1973), deutscher Hörfunkjournalist, Drehbuchautor und Regisseur
- Watzke, Philipp Anton (1803–1867), österreichischer Arzt und Homöopath
- Watzke, Rudolf (1892–1972), deutscher Opernsänger
- Watzl, Anton (1930–1994), österreichischer Maler und Grafiker
- Watzl, Bernhard (* 1957), deutscher Ernährungswissenschaftler
- Watzl, Carsten (* 1971), deutscher Immunologe und Professor an der TU Dortmund
- Watzl, Erich (* 1958), österreichischer Politiker (ÖVP), Landtagsabgeordneter
- Watzl, Florian (1870–1915), österreichischer Theologe und Kirchengeschichtler
- Watzl, Gernot (* 1985), österreichischer Handballspieler
- Watzl, Hermann Norbert (1902–1986), österreichischer Theologe und Kirchengeschichtler
- Watzl, Lukas (* 1990), österreichischer Schauspieler
- Watzl, Rudolf (1882–1915), österreichischer Ringer in der Leichtgewichtsklasse
- Watzlaw, Gerhard (* 1941), deutscher Fußballspieler
- Watzlawick, Paul (1921–2007), österreichisch-amerikanischer Kommunikationswissenschaftler, Psychotherapeut, Soziologe, Philosoph und AutorPaul Watzlawick (1921–2007)

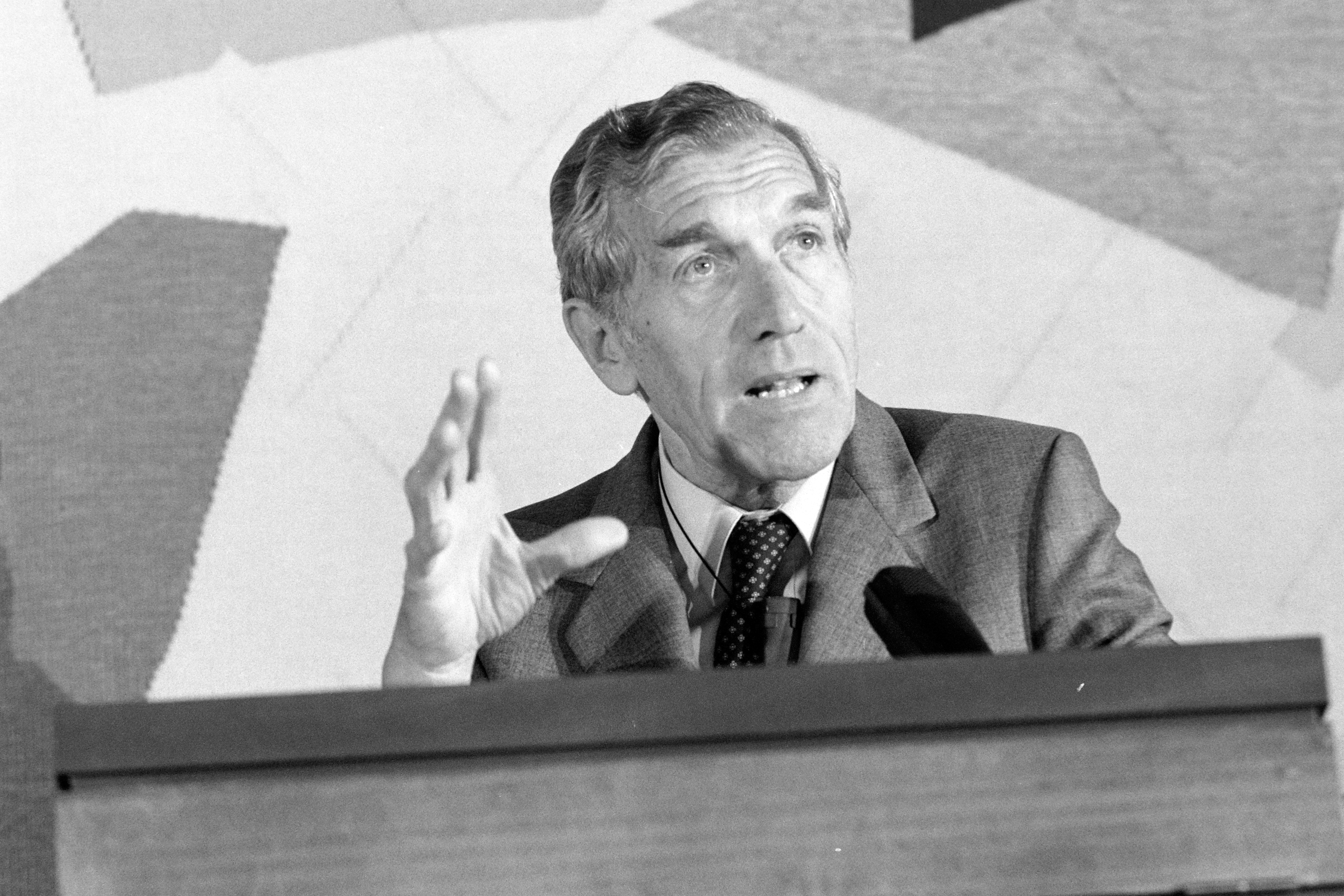
Paul Watzlawick (1921–2007)

- Wätzlich, Siegmar (1947–2019), deutscher Fußballspieler
- Watzlik, Hans (1879–1948), böhmisch-deutscher Schriftsteller
- Watznauer, Adolf (1907–1990), deutscher Geologe
- Wätzold, Frank (* 1965), deutscher Ökonom